# 12. Juni
Der 12. Juni ist der 163. Tag des gregorianischen Kalenders (der 164. in Schaltjahren), somit bleiben 202 Tage bis zum Jahresende.

## Ereignisse

### Politik und Weltgeschehen

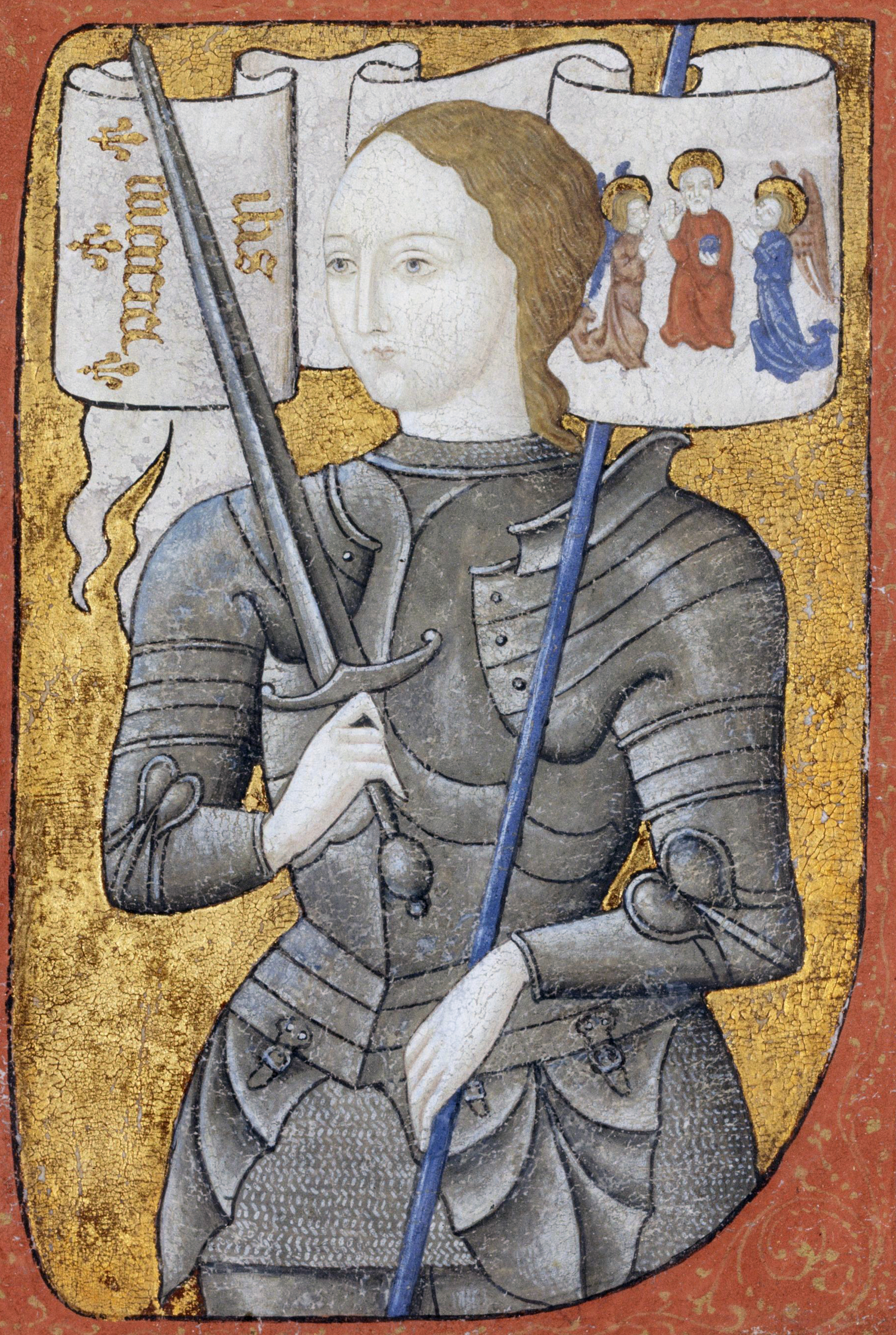
1429: Jeanne d’Arc

- 1429: Nachdem im Hundertjährigen Krieg die angreifenden Franzosen tags zuvor von den englischen Verteidigern in die Flucht geschlagen worden sind, gelingt den Zurückgekehrten beim zweiten Angriff der Sieg in der Schlacht von Jargeau. Die von Jeanne d’Arc und Herzog Jean II. de Alençon herangeführten Franzosen kontrollieren danach die strategisch wichtige Brücke bei Jargeau über die Loire.
- 1446: Drei Monate nach der Schlacht bei Ragaz tritt ein Waffenstillstandsvertrag im Alten Zürichkrieg in Kraft.
- 1526: Dem Torgauer Bund treten mit dem Magdeburger Vertrag weitere norddeutsche Fürsten protestantischen Glaubens bei, was den politischen Einfluss der Vereinigung in der Zeit der Reformation stärkt.
- 1550: Helsinki, Finnlands spätere Hauptstadt, wird auf Anordnung des schwedischen Königs Gustav I. Wasa gegründet.
- 1776: Der Konvent von Virginia, der im Mai die Unabhängigkeit Virginias von Großbritannien erklärt hat, nimmt die von George Mason formulierte Grundrechteerklärung an.
- 1815: In der Geschichte der Studentenverbindungen kommt es in Jena zur Gründung der Urburschenschaft.
- 1848: Beim zweiten Wartburgfest fordern Studenten von der Frankfurter Nationalversammlung die Überführung der Universitäten in Nationaleigentum, akademische Selbstverwaltung und gesamtstaatliche Finanzierung.
- 1864: Mit einem Sieg der Konföderierten endet die Schlacht von Cold Harbor im Sezessionskrieg, die am 31. Mai begonnen hat. Die zweitägige Schlacht bei Trevilian Station entscheiden die Kavalleriedivisionen der Nord-Virginia-Armee gegenüber ebensolchen Einheiten der Unionsarmee für sich.

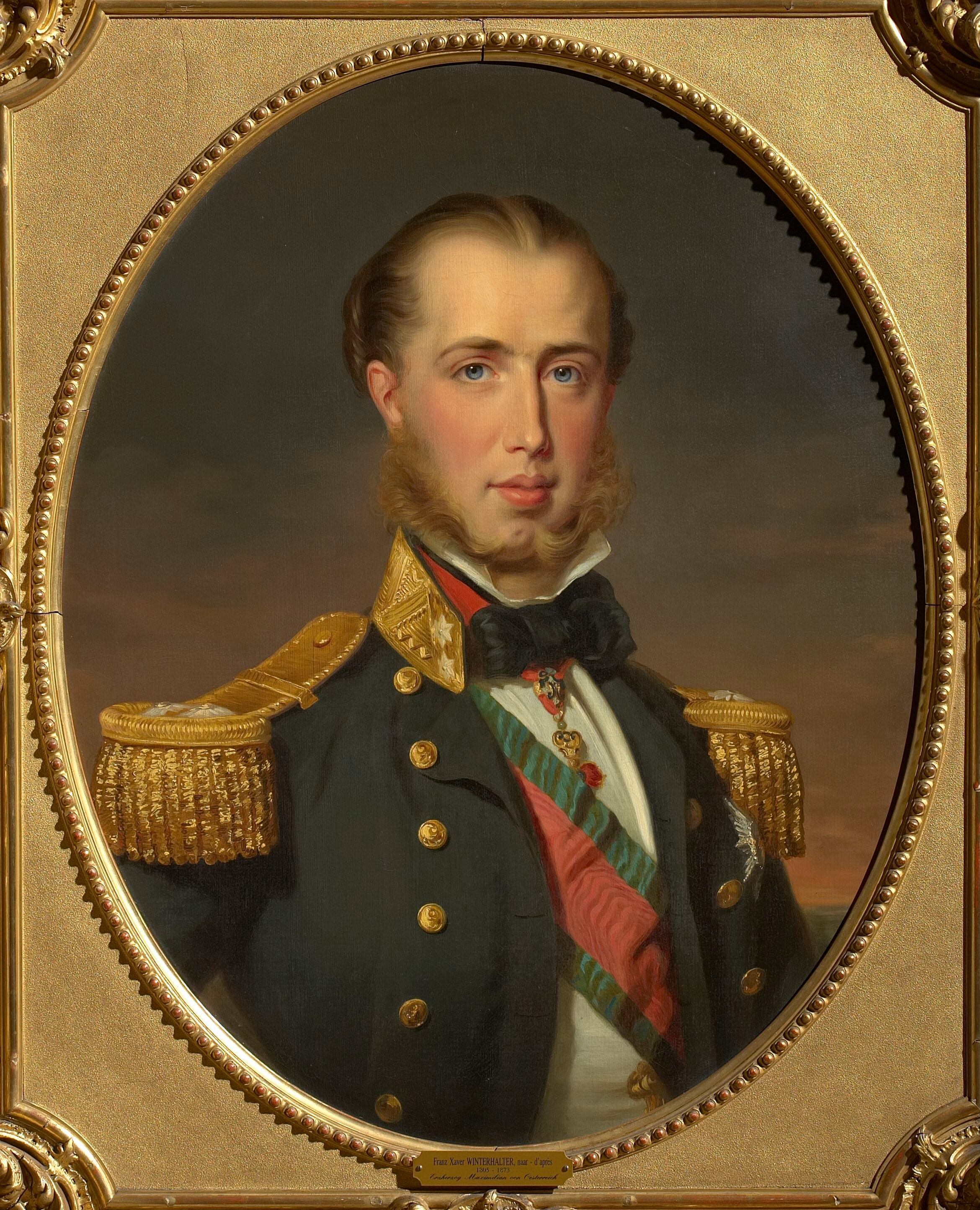
1864: Maximilian I.

- 1864: Erzherzog Ferdinand von Österreich zieht unter französischem Schutz als Kaiser Maximilian I. in Mexiko ein.
- 1866: Zwischen dem französischen Kaiser Napoleon III. und dem Kaisertum Österreich kommt ein Geheimvertrag zustande: Frankreich würde im drohenden Deutschen Krieg neutral bleiben und dafür Venetien erhalten.
- 1867: Mit einem ungarischen Gesetz wird der Österreichisch-Ungarische Ausgleich eingeleitet, aus dem die Habsburger Doppelmonarchie Österreich-Ungarn entsteht.

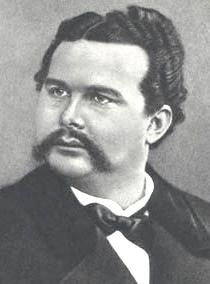
1886: Ludwig II.

- 1886: Vier Tage nach der Vorlegung eines Gutachtens über den Geisteszustand von Ludwig II. durch eine Ärztekommission wird dieser im Schloss Neuschwanstein festgesetzt und nach Schloss Berg gebracht. Tags darauf wird der bayerische König tot im Starnberger See aufgefunden.
- 1898: General Emilio Aguinaldo erklärt die Unabhängigkeit der Philippinen von Spanien.
- 1917: Nach gewalttätigen Demonstrationen gegen die portugiesische Regierung mit Todesopfern ruft die Regierung Afonso Costa den Ausnahmezustand aus.
- 1935: Im Chacokrieg zwischen Bolivien und Paraguay um den Gran Chaco kommt es zum Waffenstillstandsvertrag.
- 1945: Jugoslawische Truppen räumen auf internationalen Druck die von ihnen seit dem 1. Mai besetzte Stadt Triest.

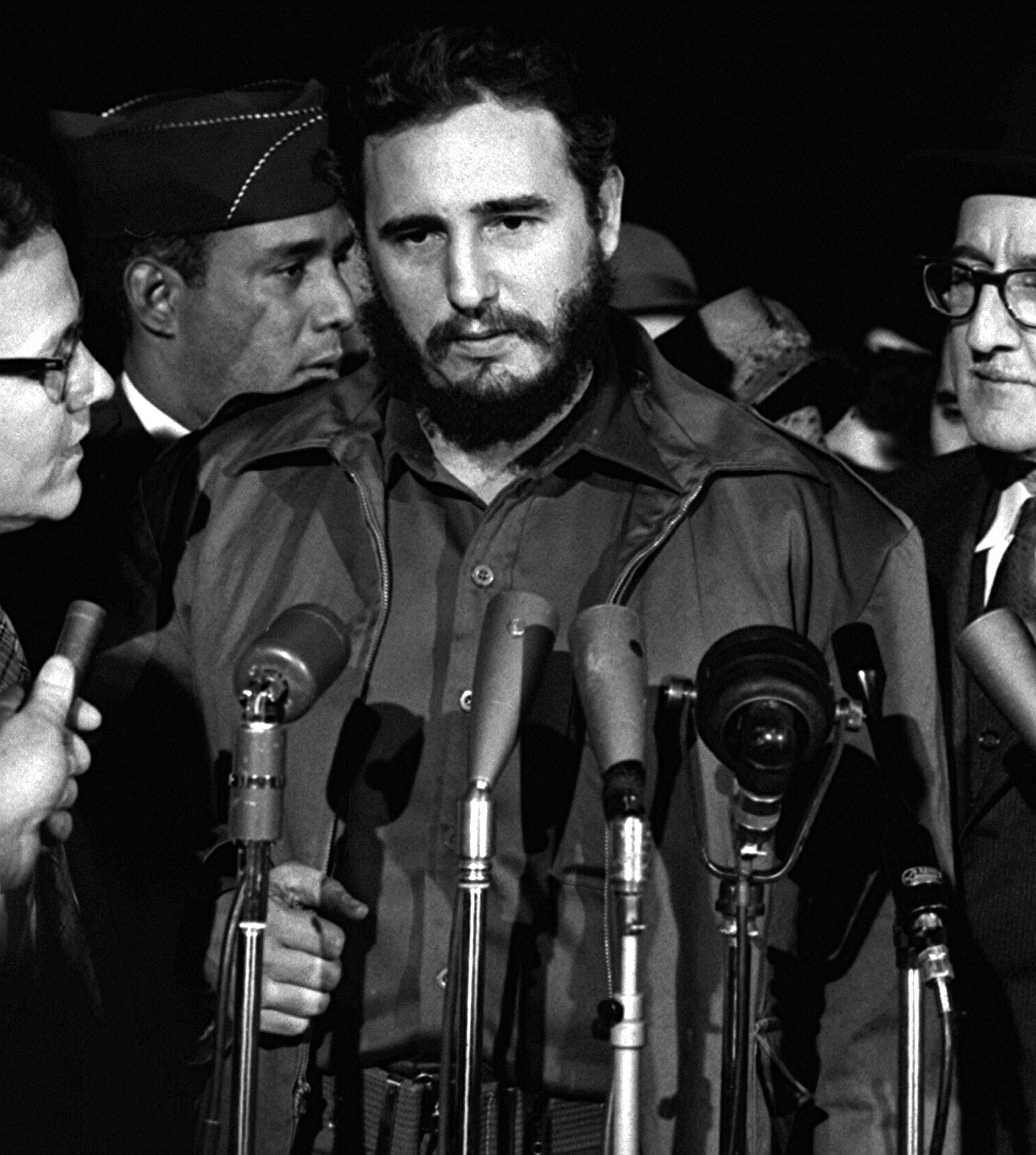
1955: Fidel Castro

- 1955: Fidel Castro gründet in Kuba die Movimiento 26 de Julio in Anlehnung an das Datum des Sturms auf die Moncada-Kaserne am 26. Juli 1953, um die Kubanische Revolution voranzutreiben.
- 1961: In der so genannten „Bozener Feuernacht“ verübt eine Gruppierung namens Befreiungsausschuss Südtirol Sprengstoffanschläge auf mehrere Strommasten in Südtirol.
- 1964: Im Südafrika der Apartheid werden die ANC-Führer Nelson Mandela und Walter Sisulu sowie weitere sechs Mitstreiter zu lebenslanger Haft auf Robben Island verurteilt.
- 1964: Der schwedische Oberst Stig Wennerström wird wegen Spionage für die Sowjetunion zu einer lebenslangen Zuchthausstrafe verurteilt.
- 1968: Die Vereinten Nationen beschließen, Südwestafrika fortan „Namibia“ zu nennen.
- 1973: Helmut Kohl wird zum Vorsitzenden der CDU gewählt.
- 1975: Durch ein Gerichtsurteil verliert Indiens amtierende Premierministerin Indira Gandhi wegen Unregelmäßigkeiten im Wahlkampf ihren Sitz im Unterhaus.
- 1986: Das Bayerische Staatsministerium für Landesentwicklung und Umweltfragen genehmigt den Abriss des Kernkraftwerks Niederaichbach bei Landshut. Es ist der weltweit erste Verwaltungsakt dieser Art.

- 1987: Zur 750-Jahr-Feier Berlins besucht US-Präsident Ronald Reagan West-Berlin. Vor dem Brandenburger Tor appelliert er an die Sowjetunion: Mr. Gorbachev, open this gate! Mr. Gorbachev, tear down this wall! (Herr Gorbatschow, öffnen Sie dieses Tor! Herr Gorbatschow, reißen Sie diese Mauer ein!).
- 1990: Im Zuge der Auflösung der Sowjetunion erklärt Russland seine staatliche Souveränität.
- 1991: Ein Jahr nach der russischen Unabhängigkeitserklärung wird erstmals ein Präsident direkt vom Volk gewählt. Boris Jelzin gewinnt die Wahl mit 57,3 % der Stimmen.
- 1994: Österreich entscheidet sich in einem Referendum für den EU-Beitritt.
- 1999: Die ersten durch die Resolution 1244 des UN-Sicherheitsrates mit einem UNO-Mandat ausgestatteten KFOR-Truppen beginnen unter der Führung der NATO nach Beendigung des Kosovokrieges ihren Einsatz im Kosovo.
- 2000: Jemen erkennt im Vertrag zu Dschidda den Grenzverlauf zu Saudi-Arabien an.
- 2009: Aus der Präsidentschaftswahl im Iran geht Amtsinhaber Mahmud Ahmadineschad erneut als Staatspräsident hervor, was zu anhaltenden massiven Protesten führt.
- 2016: Der Ständige Schiedshof in den Haag urteilt im Falle der Territorialstreitigkeiten im Chinesischen Meer zugunsten der Philippinen. Das Urteil wird von China nicht anerkannt.
- 2016: In Orlando werden 49 Menschen in einem Nachtclub der LGBTIQ-Community bei einem Attentat ermordet; 58 weitere verletzt.

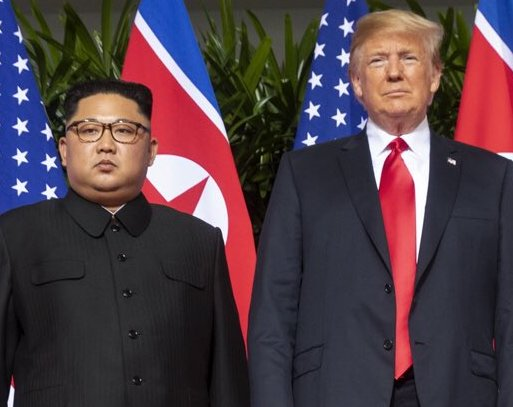
2018: Kim und Trump

- 2018: US-Präsident Donald Trump und Nordkoreas Diktator Kim Jong-un kommen beim historischen Gipfeltreffen in Singapur zusammen. Es ist die erste Begegnung eines amtierenden US-Präsidenten mit einem nordkoreanischen Machthaber.

### Wirtschaft

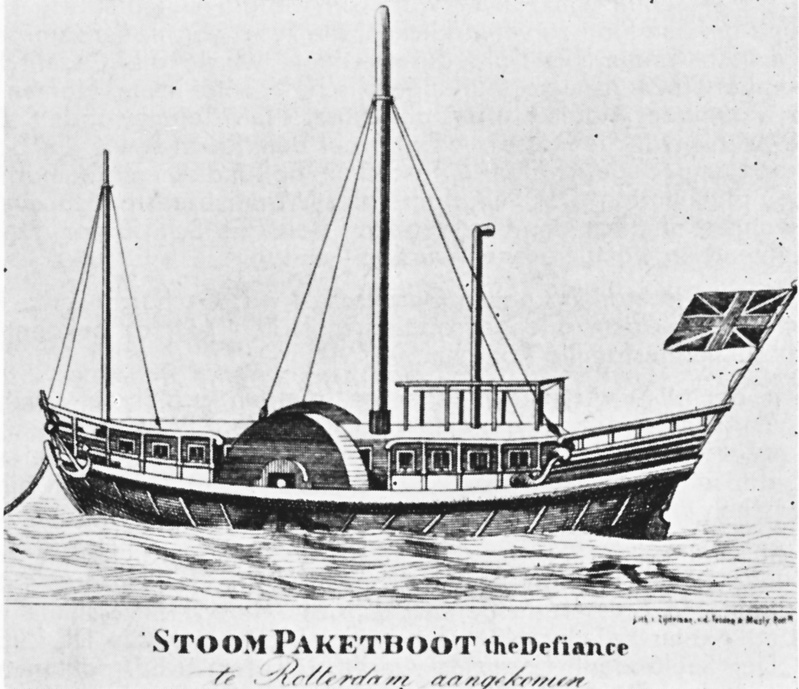
1816: The Defiance

- 1816: In der deutschen Geschichte der Binnenschifffahrt befährt das erste Dampfschiff den Rhein. Von London kommend fährt der britische Schaufelraddampfer The Defiance flussaufwärts bis Köln.

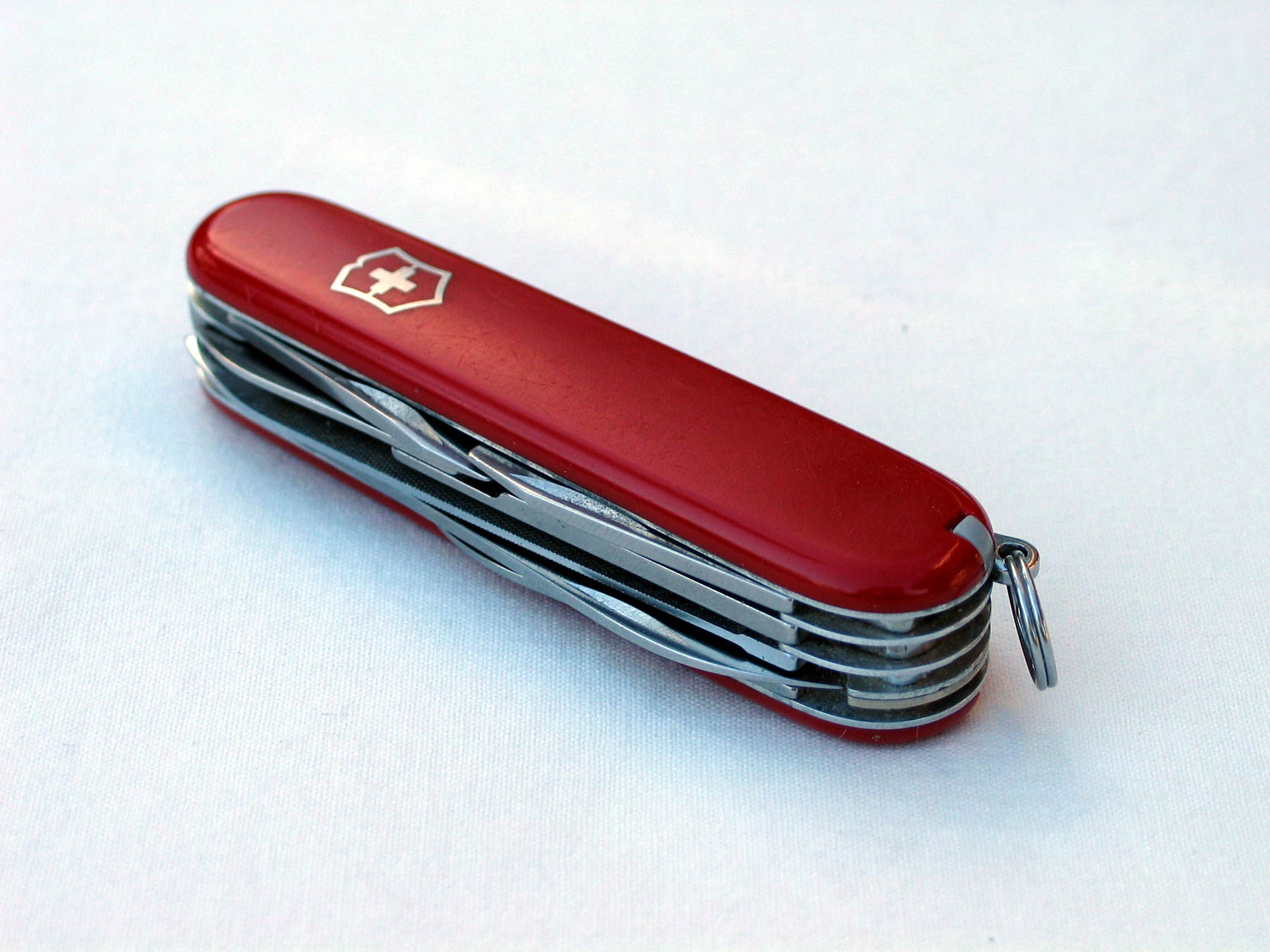
1897: Schweizer Messer

- 1897: Das Schweizer Taschenmesser wird als Handelsmarke geschützt.
- 1909: Die Stadt Zürich, ein auf dem Zürichsee verkehrender Raddampfer, wird in Betrieb genommen.
- 1909: In Konkurrenz zum Bund der Landwirte wird in Berlin der Hansabund für Gewerbe, Handel und Industrie gegründet.
- 1933: In London beginnt eine internationale Konferenz, die nach Wegen aus der anhaltenden Weltwirtschaftskrise sucht.
- 1952: Im Wedeler Ortsteil Schulau wird an der Unterelbe die Schiffsbegrüßungsanlage Willkomm-Höft in Betrieb genommen. Den Hamburger Hafen anlaufende Schiffe werden damit begrüßt oder verabschiedet.
- 2005: „Freundliche Übernahme“: Das Tauschangebot der Unicredit an die Aktionäre der HypoVereinsbank wird veröffentlicht.

### Wissenschaft und Technik

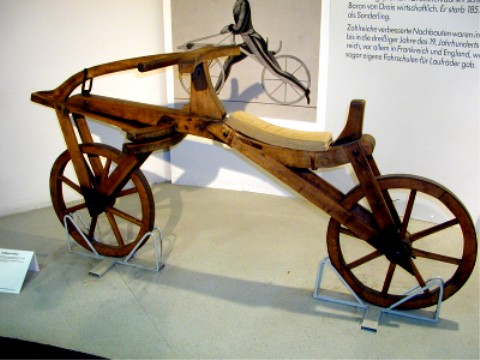
1817: Draisine (Nachbau)

- 1817: Karl von Drais unternimmt in Mannheim die erste öffentliche Fahrt mit der von ihm erfundenen Draisine (Vorläufer des Fahrrads).
- 1899: Der italienische Forschungsreisende Luigi Amedeo di Savoia-Aosta bricht von Kristiania aus mit dem Forschungsschiff Stella Polare zu einer Expedition auf, die ihn möglichst nahe an den Nordpol führen soll.
- 1966: Der Grundstein für die Euphrat-Talsperre Keban in der türkischen Provinz Elazığ wird gelegt.

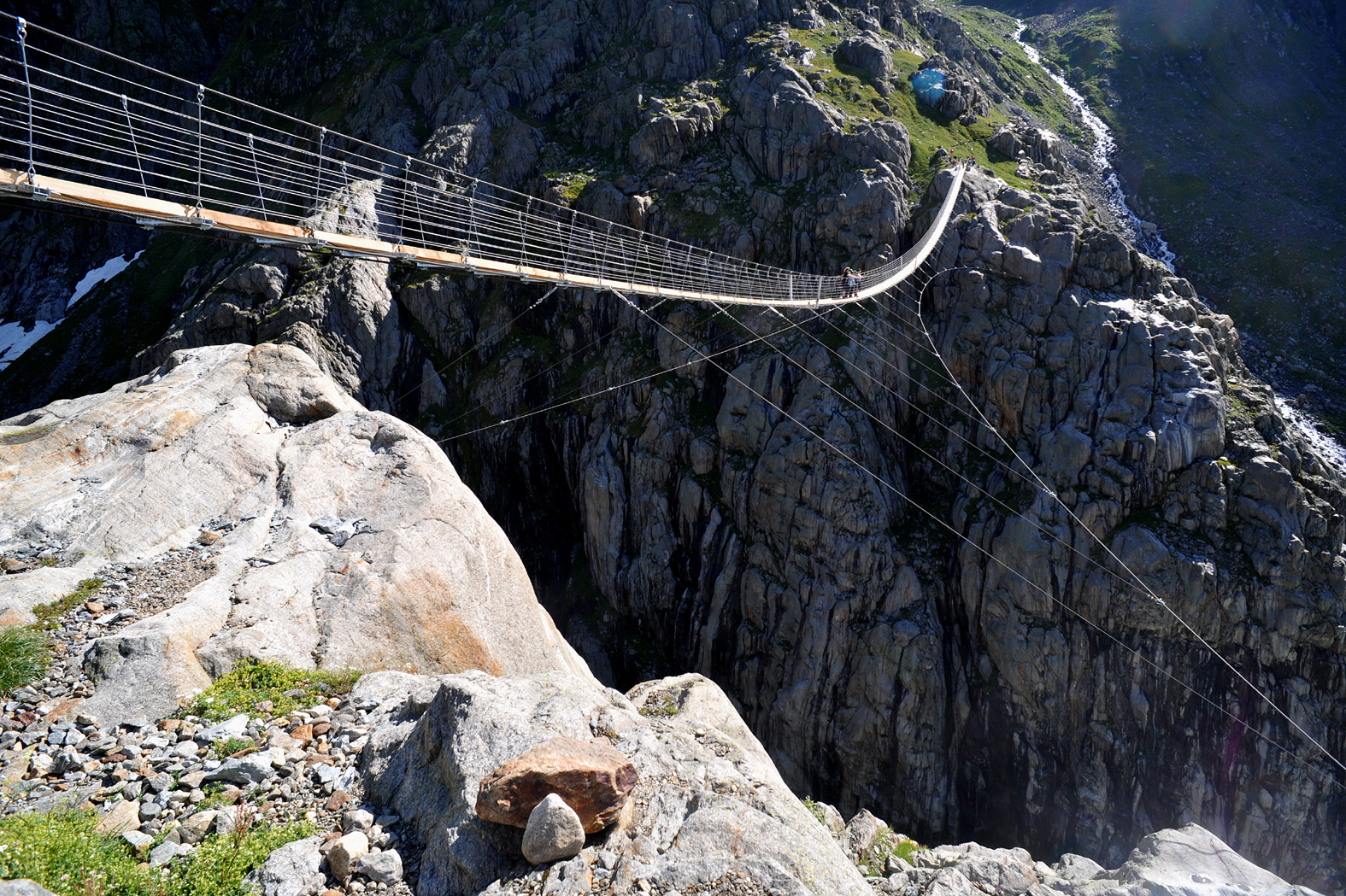
2009: Triftbrücke

- 2009: Die neue Triftbrücke, die höchstgelegene und eine der längsten Seilbrücken Europas, die nach dem Vorbild der nepalesischen Dreiseilbrücken im Trifttal, einem Seitental des Gadmertals im Schweizer Kanton Bern das Triftwasser überquert, wird nach sechswöchiger Bauzeit für den Fußgängerverkehr freigegeben.

### Kultur

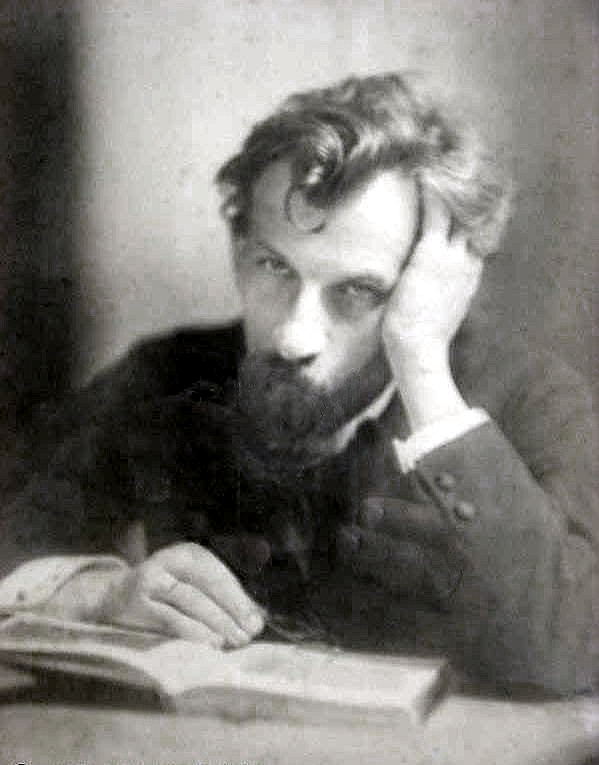
1917: Hans Pfitzner

- 1917: Im Münchner Prinzregententheater wird durch die Königlich Bayerische Hofoper mit Bruno Walter als Dirigent die spätromantische Künstler-Oper Palestrina von Hans Pfitzner uraufgeführt. Die Oper ist außerordentlich erfolgreich und wird auch von anderen Künstlern enthusiastisch gefeiert.
- 1926: Geschichte des Jazz: Louis Armstrong and His Hot Five haben ihren zweiten von nur zwei öffentlichen Auftritten im Chicagoer Coliseum Theatre.
- 1936: Im Gloria-Palast in Berlin wird der deutsche Spielfilm Allotria von Willi Forst mit Heinz Rühmann, Renate Müller, Adolf Wohlbrück und Jenny Jugo in den Hauptrollen uraufgeführt.
- 1942: An ihrem 13. Geburtstag schreibt Anne Frank den ersten Eintrag in ihr Tagebuch, das durch seine Veröffentlichung nach ihrem Tod im Holocaust historische Bedeutung als Zeitzeugnis erlangt.
- 1946: Die Uraufführung der Oper Krieg und Frieden (Orig.: Woina i mir) von Sergei Sergejewitsch Prokofjew erfolgt in Leningrad.
- 1952: An der Brandeis University in Waltham, Massachusetts, erfolgt die Uraufführung der Oper Trouble in Tahiti von Leonard Bernstein.
- 1963: In New York City wird der später mit vier Oscars ausgezeichnete Spielfilm Cleopatra von Joseph L. Mankiewicz mit Elizabeth Taylor, Richard Burton und Rex Harrison in den Hauptrollen uraufgeführt.

1972: Filmplakat für Deep Throat

- 1972: Am New Yorker Mature World Theater hat der Pornofilm Deep Throat von Jerry Gerard mit Linda Lovelace und Harry Reems Premiere. Er wird zum erfolgreichsten Pornofilm aller Zeiten und löst den „Porno Chic“ der 1970er Jahre aus.
- 1977: Die letzten Mitglieder des Gesangstrios The Supremes, Scherrie Payne, Susaye Greene und Karen Jackson, geben im Theatre Royal Drury Lane in London ihren endgültigen Abschiedsauftritt, begleitet vom Sänger und Songwriter Billy Ocean.
- 1988: In der eigens dafür errichteten Starlighthalle in Bochum findet die deutschsprachige Erstaufführung des Musicals Starlight Express von Andrew Lloyd Webber statt. Es wird in der Folge das weltweit erfolgreichste Musical an einem festen Standort.

### Gesellschaft
- 1575: Wilhelm I. von Oranien-Nassau heiratet in Den Briel seine dritte Frau Charlotte de Bourbon-Montpensier.

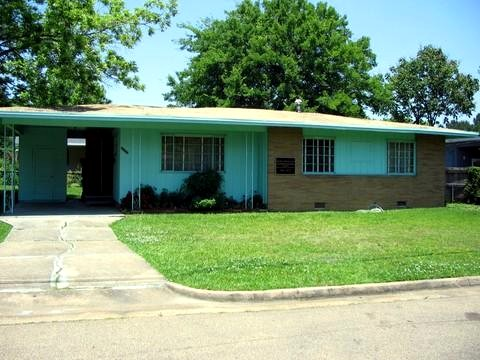
1963: Haus mit der Einfahrt, in der Evers erschossen wurde

- 1963: Der schwarze Bürgerrechtler Medgar Evers wird vor seinem Haus in Jackson, Mississippi, von dem Ku-Klux-Klan-Mitglied Byron De La Beckwith erschossen, als er von einem Treffen mit der National Association for the Advancement of Colored People zurückkommt und deren T-Shirt trägt. Weiße Jurys verhindern in der Folge zweimal die Verurteilung des Täters.

### Katastrophen
Kleinere Unglücksfälle sind in den Unterartikeln von Katastrophe und in der Liste von Katastrophen aufgeführt.

### Natur und Umwelt

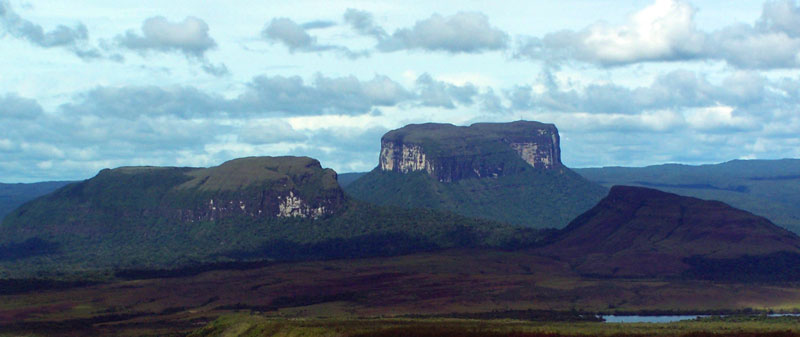
1962: Nationalpark Canaima

- 1962: An der Grenze zu Brasilien und Guyana gründet Venezuela den Nationalpark Canaima, den Tafelberge aus Sandstein prägen.

### Sport
- 1921: Giovanni Brunero gewinnt den Giro d’Italia.
- 1930: Mit Max Schmelings Disqualifikationssieg gegen Jack Sharkey wird erstmals ein Europäer Boxweltmeister im Schwergewicht.
- 1932: Der FC Bayern München wird zum ersten Mal Deutscher Fußballmeister.

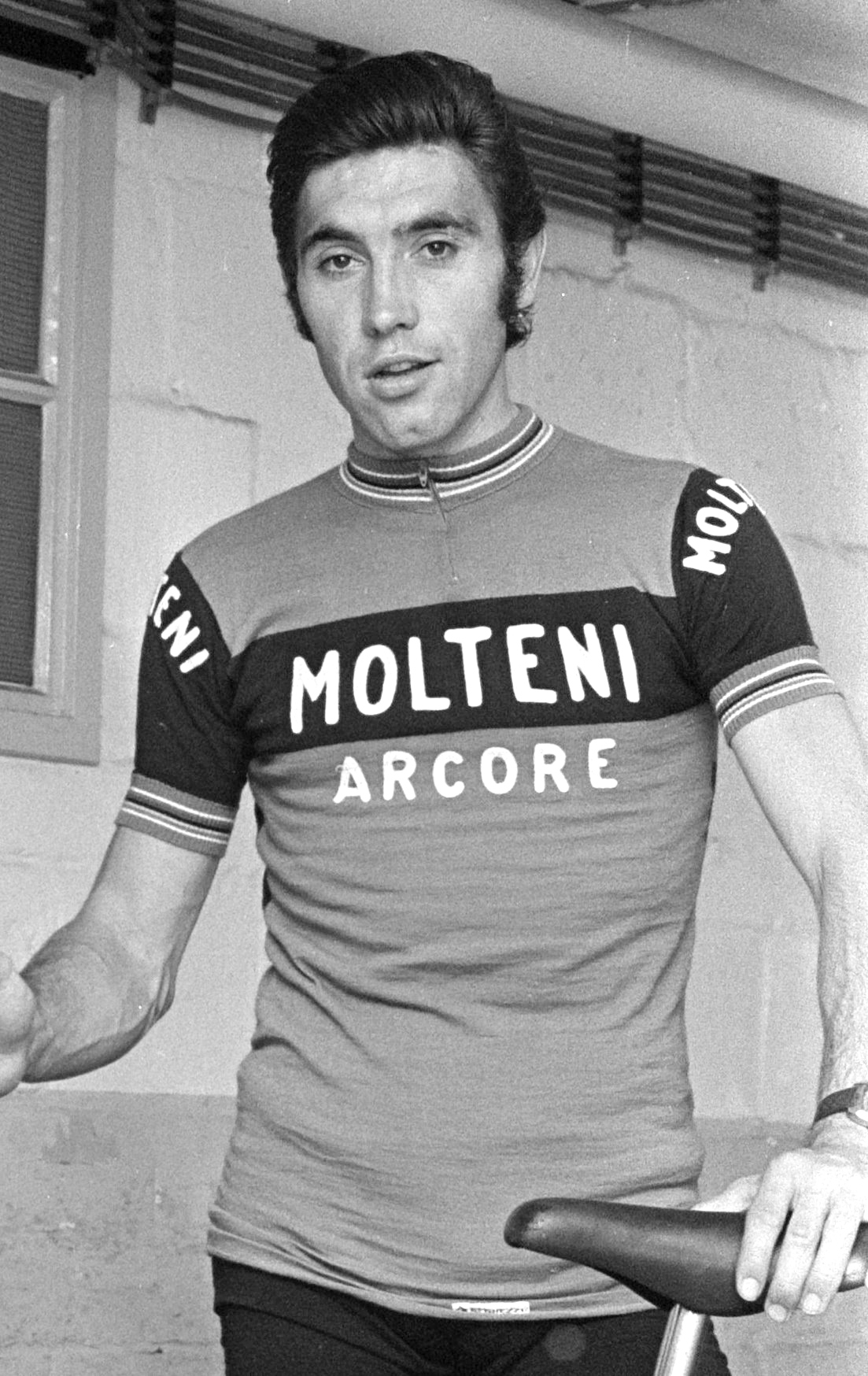
1968: Eddy Merckx

- 1968: Beim Giro d’Italia gelingt dem Belgier Eddy Merckx der erste Sieg in diesem Wettbewerb.
- 1981: In der Joe Louis Arena in Detroit gewinnt Larry Holmes seinen Boxkampf um den Weltmeistertitel im Schwergewicht gegen Leon Spinks durch technischen K. o.
- 2014: Die Fußball-Weltmeisterschaft in Brasilien beginnt mit dem Eröffnungsspiel Brasilien gegen Kroatien.
- 2016: In der NHL gewinnen die Pittsburgh Penguins zum vierten Mal in ihrer Geschichte den Stanley Cup, indem sie im Playoff-Finale die San Jose Sharks besiegten.

Einträge von Leichtathletik-Weltrekorden befinden sich unter der jeweiligen Disziplin unter Leichtathletik.
Einträge zu Fußballweltmeisterschaftsspielen finden sich in den Unterseiten von Fußball-Weltmeisterschaft. Das Gleiche gilt für Fußball-Europameisterschaften.

## Geboren

### Vor dem 19. Jahrhundert
- 0950: Reizei, japanischer Kaiser
- 1107: Song Gaozong, zehnter chinesischer Kaiser der Song-Dynastie

Cosimo I. (* 1519)

- 1519: Cosimo I. de’ Medici, Herzog von Florenz
- 1533: Wolfgang von Ysenburg-Ronneburg, Regent des Amts Langen
- 1561: Anna, Herzogin von Wohlau, Herzogin von Ohlau und Herzogin von Liegnitz
- 1564: Johann Casimir von Sachsen-Coburg, Herzog von Sachsen-Coburg
- 1577: Paul Guldin, Astronom und Professor für Mathematik in Graz und Wien
- 1580: Adriaen van Stalbemt, flämischer Maler, Zeichner und Radierer
- 1651: Johann Georg Ahle, deutscher Komponist, Organist, Dichter und Kirchenmusiker
- 1653: Amalia von Kurland, Prinzessin von Kurland und Landgräfin von Hessen-Kassel
- 1663: Anne Marguerite Petit Du Noyer, französische Journalistin

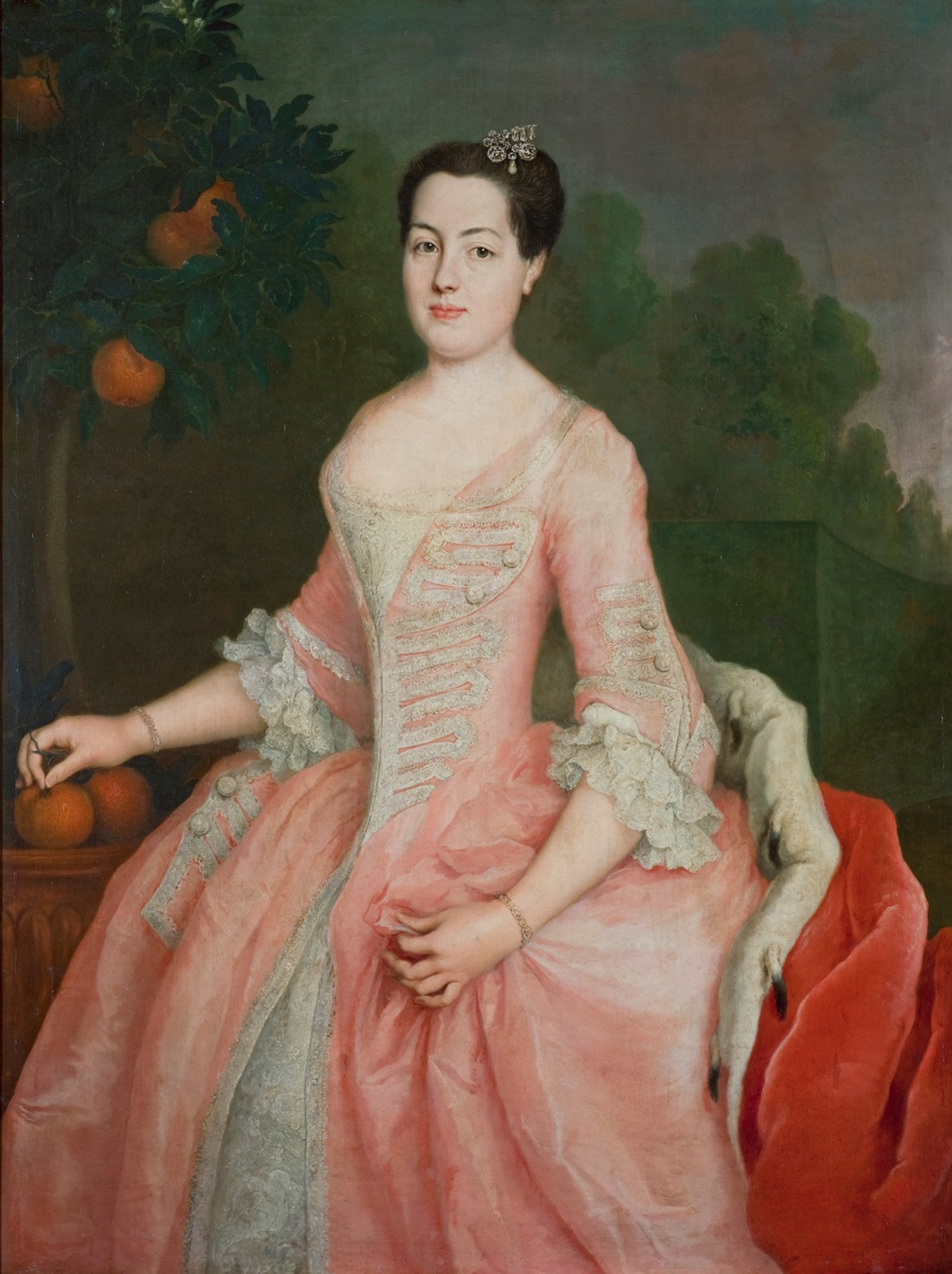
Anna Wilhelmine von Anhalt-Dessau (* 1715)

- 1676: Johann Moritz Gustav von Manderscheid-Blankenheim, Bischof von Wiener Neustadt und Erzbischof von Prag
- 1681: Sigmund von Birken, deutscher Schriftsteller
- 1707: Barbara Helena Preissler, deutsche Miniaturmalerin, Kupferstecherin und Wachsbossiererin
- 1715: Anna Wilhelmine, Prinzessin von Anhalt-Dessau
- 1727: Simon August Graf von Lippe, Regent der Grafschaft Lippe
- 1733: Maruyama Ōkyo, japanischer Maler
- 1733: Alessandro Longhi, venezianischer Porträtmaler
- 1734: Eberhard Gaupp, Schweizer Kaufmann
- 1742: David Erskine, 11. Earl of Buchan, schottischer Adeliger
- 1746: Isaac Salomon Anspach, Schweizer evangelischer Geistlicher und Politiker
- 1747: Genki, japanischer Maler
- 1754: Isaac René Guy Le Chapelier, französischer Politiker
- 1760: Jean-Baptiste Louvet de Couvray, französischer Politiker
- 1765: Friedrich August Vitzthum von Eckstädt, sächsischer Kammerherr und Obersteuereinnehmer
- 1767: Alexius Friedrich Christian, Fürst bzw. Herzog von Anhalt-Bernburg
- 1768: Johann Gottfried Pahl, württembergischer Autor, Geistlicher und Politiker
- 1771: Patrick Gass, US-amerikanischer Soldat und Entdecker, Mitglied der Lewis-und-Clark-Expedition
- 1771: Gottfried Konrad Hecht, deutscher Beamter und Botaniker
- 1773: Amschel Mayer Rothschild, deutscher Bankier
- 1775: Karl von Müffling genannt Weiß, preußischer Generalfeldmarschall, Militärschriftsteller und Geodät
- 1785: Konrad Melsbach, preußischer Landrat
- 1786: Elisabeth Campe, deutsche Salonnière und Schriftstellerin
- 1794: Karl Horn, deutscher evangelischer Theologe, Mitgründer der Jenaer Urburschenschaft

### 19. Jahrhundert

#### 1801–1850

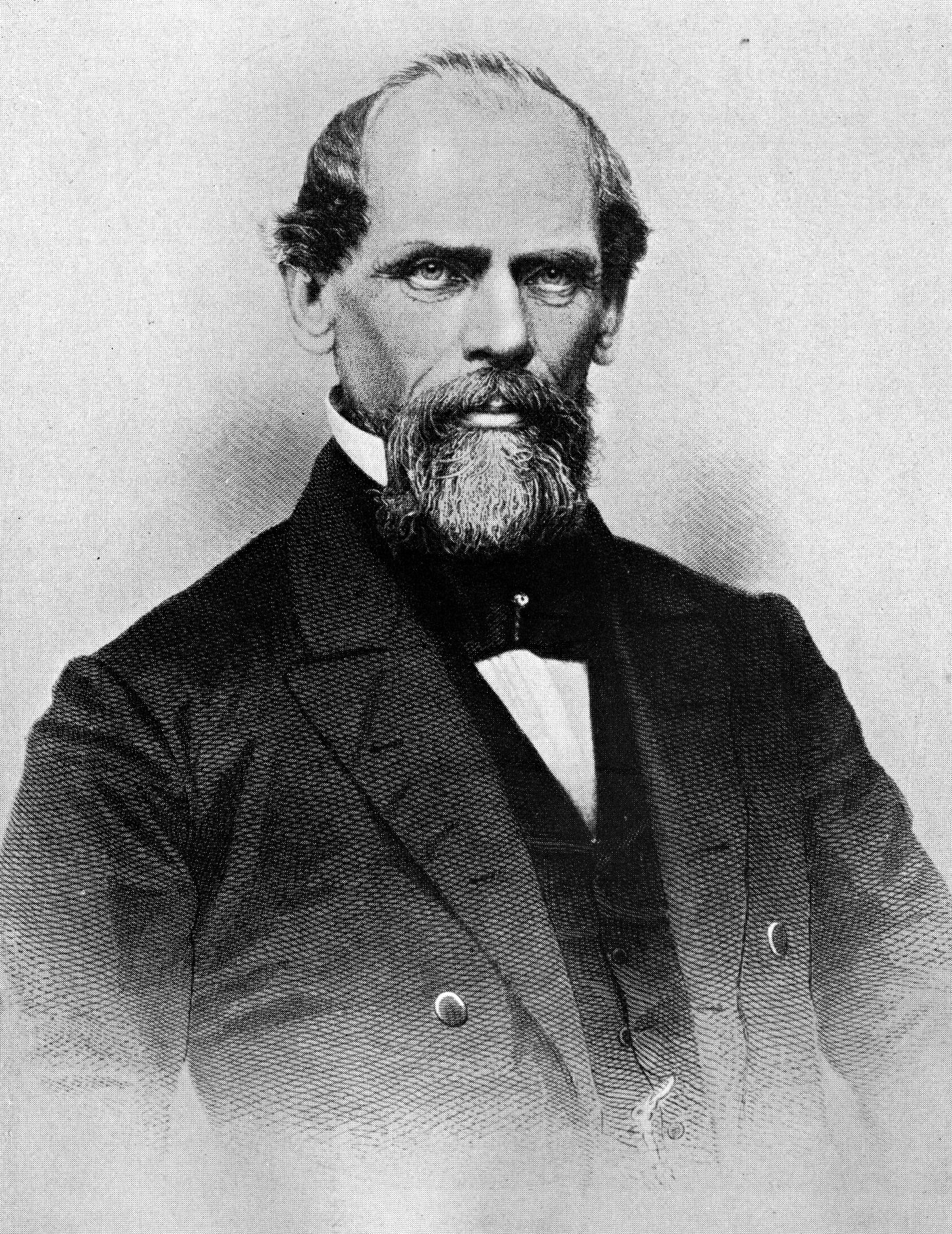
John Augustus Roebling (* 1806)

- 1805ː Henriette Carl, deutsche Opernsängerin
- 1805: Alexander von Schoeller, österreichischer Großindustrieller und Bankier
- 1806: John Augustus Roebling, deutsch-US-amerikanischer Ingenieur, Konstrukteur der New Yorker Brooklyn Bridge
- 1807: Franz Brunner, Schweizer Bankier und Politiker

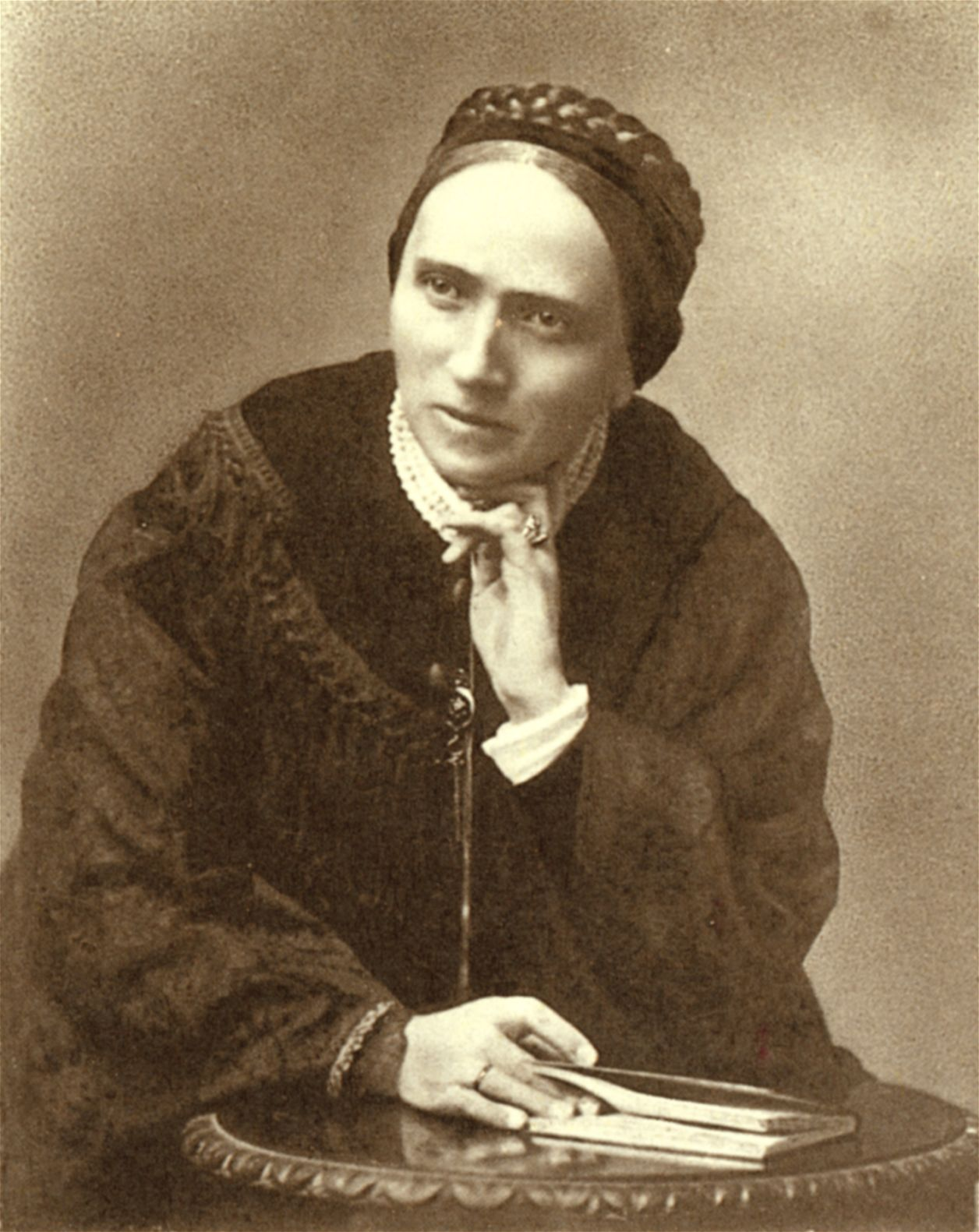
Luise Büchner (* 1821)

- 1821: Louis Baare, deutscher Wirtschaftspionier (Reichsunfallversicherung) und Industrieller (Bochumer Verein)
- 1821: Luise Büchner, deutsche Frauenrechtlerin und Schriftstellerin
- 1824: Friedrich Fabri, deutscher evangelischer Theologe und Kolonialpolitiker
- 1827: Johanna Spyri, Schweizer Schriftstellerin (Heidi)
- 1831: Hermann Schubert, deutscher Bildhauer
- 1835: George Andreas Atzerodt, deutsch-US-amerikanischer Verschwörer
- 1840: Jakub Arbes, böhmischer Journalist und Schriftsteller
- 1842: Friedrich Eduard Bilz, deutscher Naturheilkundler
- 1842: Rikard Nordraak, norwegischer Komponist
- 1843: David Gill, britischer Astronom
- 1849: Onofre Jarpa Labra, chilenischer Maler

#### 1851–1900
- 1851: Oliver Lodge, britischer Physiker

Alwin Brandes (* 1866)

- 1856: Edouard Montet, französisch-schweizerischer evangelischer Geistlicher und Hochschullehrer
- 1859: Leopold Ferdinand Elie Victor Albert Marie, belgischer Prinz
- 1861: Edmond Missa, französischer Komponist
- 1862: Wilhelm Meyer-Förster, deutscher Schriftsteller

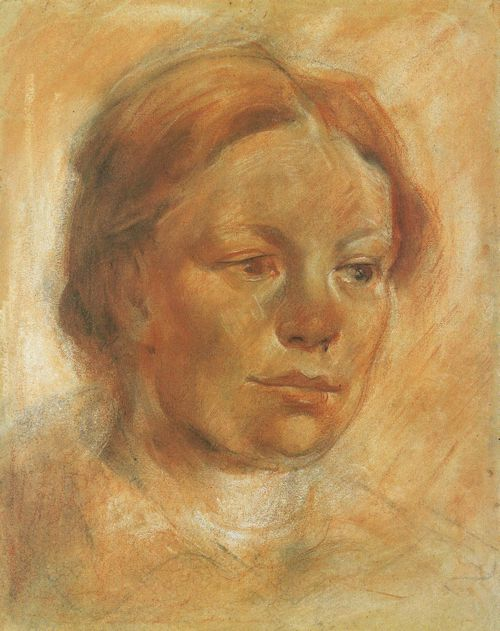
Maria Marc (* 1876)

- 1865: Anders Beer Wilse, norwegischer Fotograf
- 1866: Alwin Brandes, deutscher Politiker und Gewerkschaftsführer, MdR, Widerstandskämpfer gegen den Nationalsozialismus
- 1866ː Marie Tůmová, tschechoslowakische Lehrerin und Frauenrechtlerin
- 1867: Sylvester Stieber, deutscher Offizier und Kolonialbeamter
- 1874: Charles L. McNary, US-amerikanischer Politiker, Senator
- 1876: Maria Marc, deutsche Malerin
- 1877ː Flora Biach, österreichische Kunsthistorikerin, Holocaustopfer
- 1877: Fritz Höger, deutscher Architekt
- 1877: Vanni Marcoux, französischer Sänger
- 1878: Hans Aniol, deutscher Schwimmer und Wasserballspieler
- 1878: James Oliver Curwood, US-amerikanischer Schriftsteller
- 1879: Rudolf Asmis, deutscher Jurist und Diplomat
- 1879: Gérard Hekking, französischer Cellist und Musikpädagoge

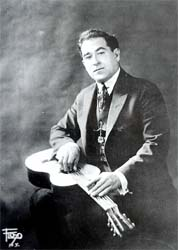
Frank Ferera (* 1885)

- 1881: Johann Jakob Ammann, österreichischer Politiker, LAbg
- 1883: Heinrich Alfred Kaiser, deutscher Architekt und Maler
- 1884: William Crosby Pierce Austin, britischer Schauspieler
- 1884: Adalbert Deckert, deutscher Mathematiker, Physiker und Hochschullehrer
- 1885: Erich Bockemühl, deutscher Lehrer, Dichter und Organist
- 1885: Frank Ferera, hawaiischer Musiker
- 1885: Anton Pirchegger, österreichischer Politiker, Landeshauptmann der Steiermark

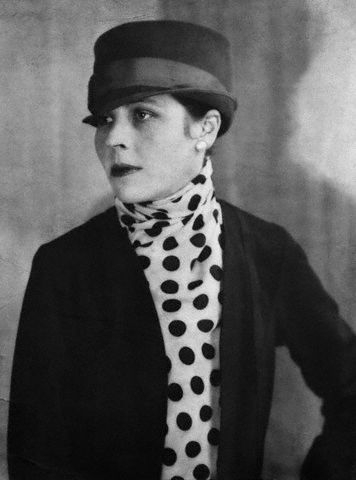
Djuna Barnes (* 1892)

- 1886: E. Ray Goetz, US-amerikanischer Songwriter, Produzent, Drehbuchautor und Schauspieler
- 1888: Richard Bernaschek, österreichischer Politiker, Widerstandskämpfer und Schutzbundführer
- 1889: Otto Merz, deutscher Automobilrennfahrer
- 1890: Théophile Alajouanine, französischer Neurologe und Autor, Wegbereiter der französischen Psychiatrie
- 1890: Egon Schiele, österreichischer Maler des Expressionismus
- 1892: Djuna Barnes, US-amerikanische Schriftstellerin
- 1892: Ferdinand Schörner, deutscher Generalfeldmarschall, Kriegsverbrecher

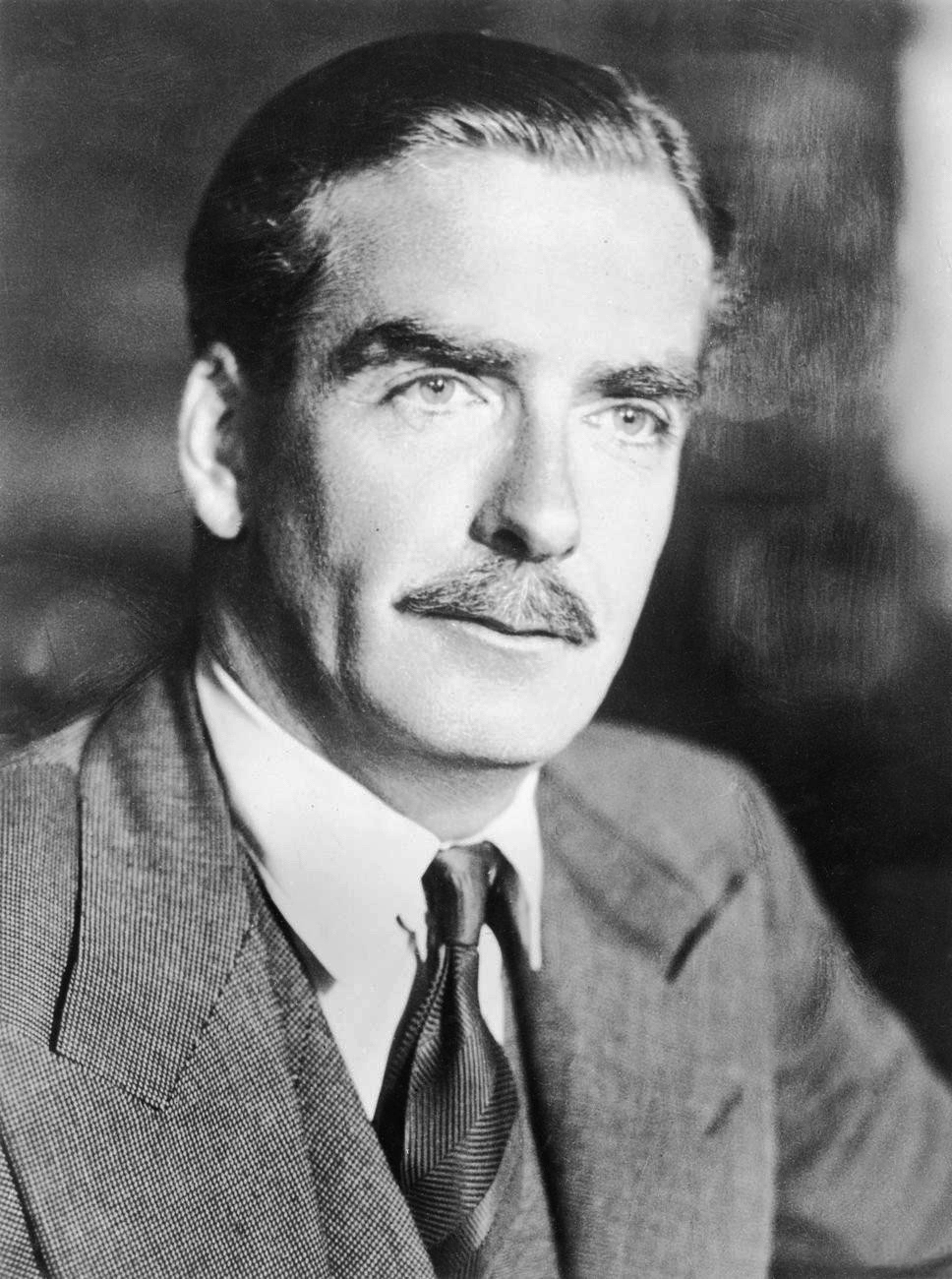
Anthony Eden (* 1897)

- 1893: Eliseo Grenet, kubanischer Pianist und Komponist
- 1894: Paul Stremler, französischer Automobilrennfahrer
- 1895: Eugénie Brazier, französische Köchin
- 1896: Paul Appel, deutscher Lyriker und Essayist
- 1897: Josefina Acosta de Barón, kolumbianische Pianistin und Komponistin
- 1897: Percy Bryant, US-amerikanischer Bobsportler
- 1897: Anthony Eden, britischer Politiker, Außenminister, Premierminister
- 1897: Walter Peterhans, deutscher Fotograf
- 1897: Frieda Szturmann, deutsche Gerechte unter den Völkern
- 1898: Ludwig Friedrich Barthel, deutscher Erzähler und Essayist
- 1898: Michail Jefimowitsch Kolzow, sowjetischer Feuilletonist und Journalist
- 1899: Anni Albers, deutsch-US-amerikanische Textilkünstlerin und Grafikerin
- 1899: Fritz Albert Lipmann, deutsch-US-amerikanischer Biochemiker, Nobelpreisträger

### 20. Jahrhundert

#### 1901–1925
- 1902: Ernst Leopold Prinz zur Lippe, letzter Erbprinz des Fürstentums Lippe, Parteifunktionär der NSDAP
- 1904: John Newmark, kanadischer Pianist

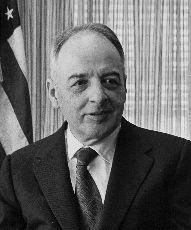
Arthur Flemming (* 1905)

- 1905: Arthur Flemming, US-amerikanischer Politiker, Minister
- 1905: Kurt Mantel, deutscher Forstwissenschaftler
- 1906: János Németh, ungarischer Wasserballspieler, Olympiasieger
- 1908: Otto Skorzeny, österreichischer Offizier der Waffen-SS, Leiter von Kommandounternehmen
- 1909: George Webb Appleton, US-amerikanischer Schriftsteller, Journalist und Literaturagent

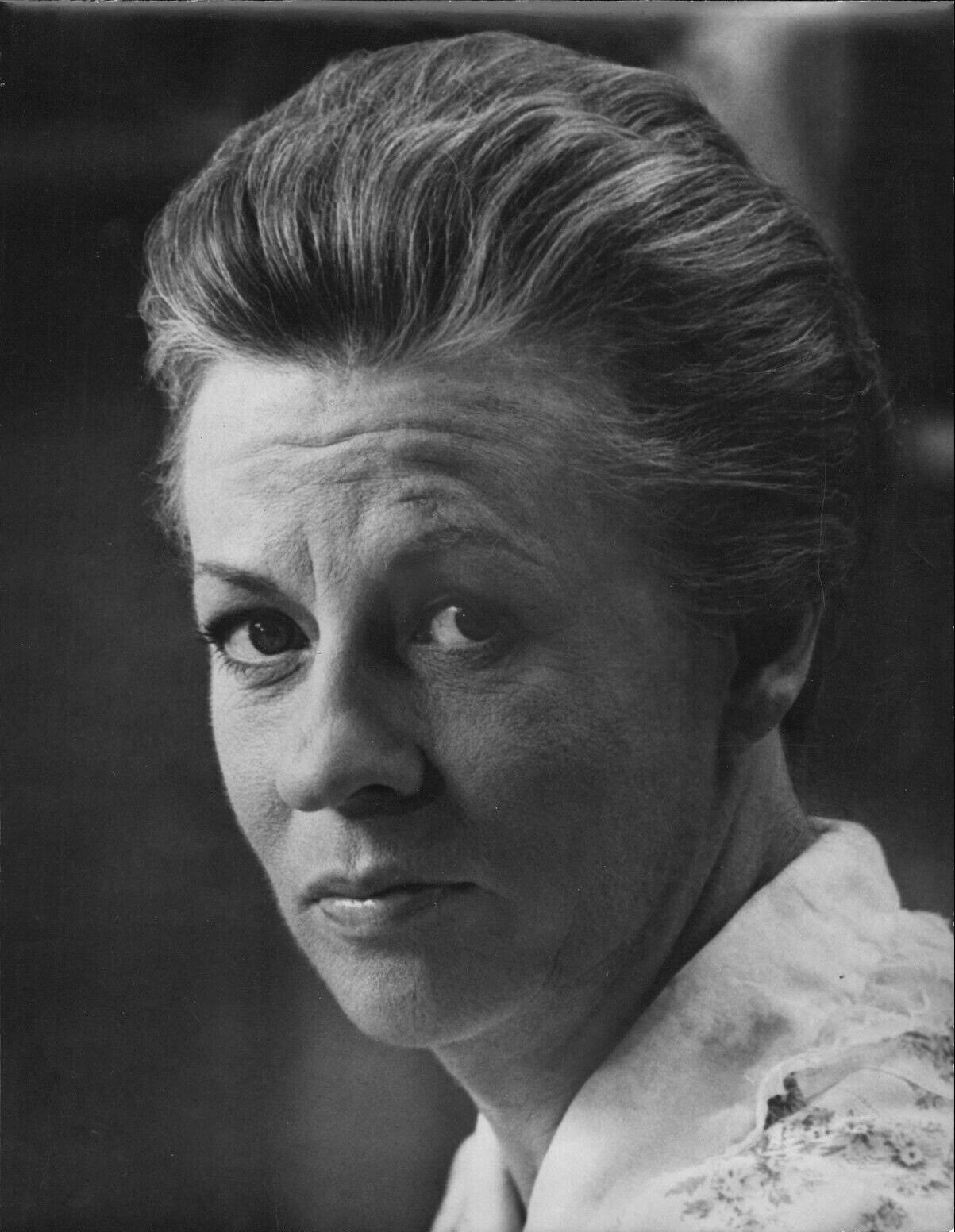
Uta Hagen (* 1919)

- 1909: Wolfgang Frank, deutscher Schriftsteller
- 1910: Ernst Tschernik, sorbischer Lehrer, Wissenschaftler und Statistiker
- 1911: Milovan Đilas, jugoslawischer Politiker, Schriftsteller und Dissident, Minister
- 1912: Willi Brundert, deutscher Widerstandskämpfer und Kommunalpolitiker, Oberbürgermeister von Frankfurt am Main
- 1913: Elisabeth Eidenbenz, Schweizer Lehrerin, Gerechte unter den Völkern
- 1913: Heinrich Keimig, deutscher Handballspieler
- 1917: Gottfried Honegger, Schweizer Grafiker, Maler und Plastiker
- 1918: Samuel Zachary Arkoff, US-amerikanischer Filmproduzent
- 1919: Uta Hagen, deutsch-US-amerikanische Bühnenschauspielerin
- 1920: Jim Siedow, US-amerikanischer Schauspieler und Theaterregisseur

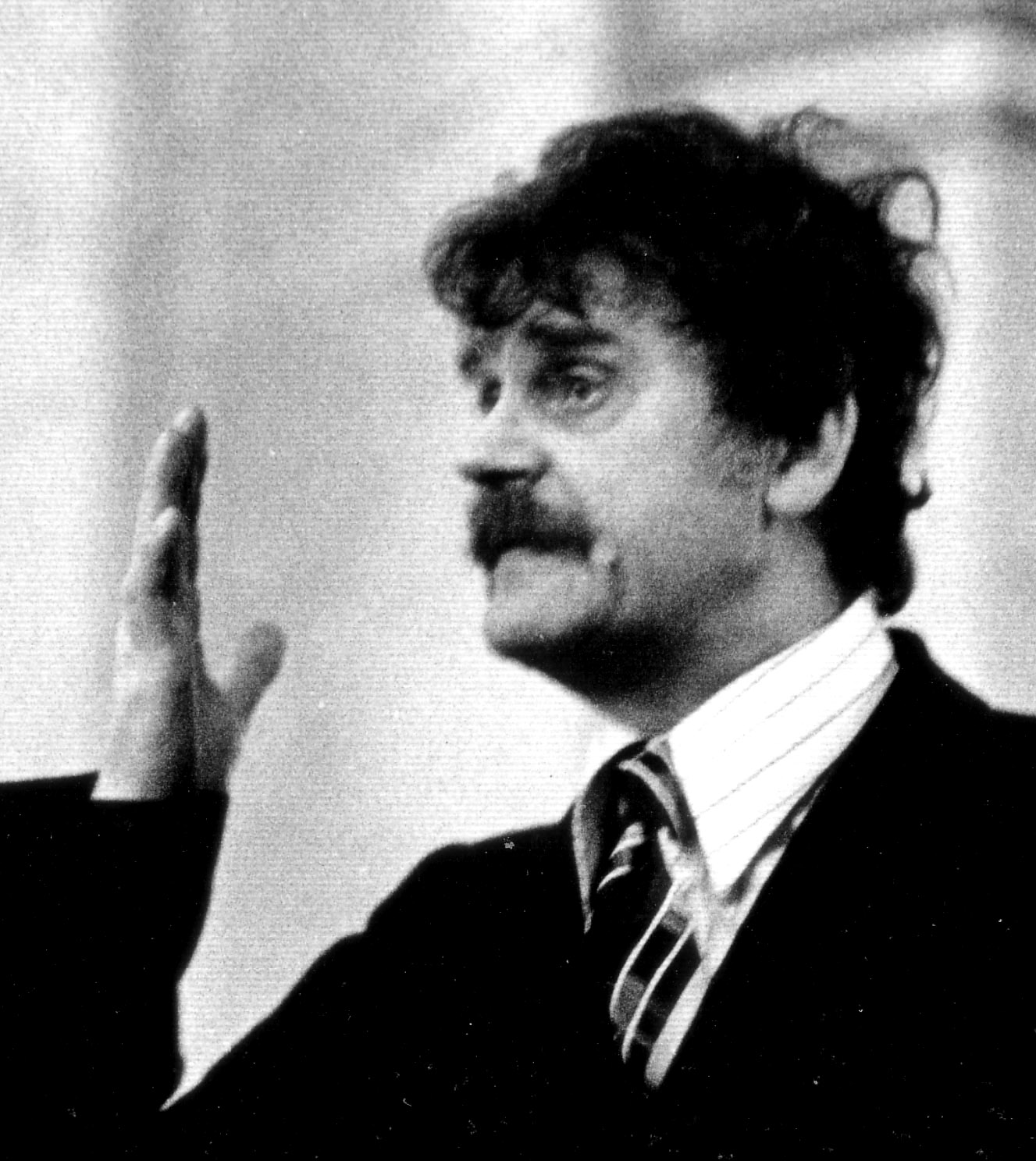
H. C. Artmann (* 1921)

- 1921: H. C. Artmann, österreichischer Schriftsteller
- 1921: Heinz Weiss, deutscher Schauspieler
- 1922: Günter Behnisch, deutscher Architekt
- 1922: Evelina Stampa Vogelbacher, Schweizer Politikerin und Frauenrechtlerin aus dem Kanton Bern
- 1923: Juan Arza, spanischer Fußballspieler und -trainer
- 1924: George H. W. Bush, US-amerikanischer Politiker, Mitglied des Repräsentantenhauses, Botschafter bei den Vereinten Nationen, Direktor der CIA, Staatspräsident
- 1924: Quido Wolf, Liechtensteiner Sportschütze
- 1925ː Helge Darnstädt, deutsche Schriftstellerin und Übersetzerin
- 1925: Raphaël Géminiani, französischer Radsportler

#### 1926–1950

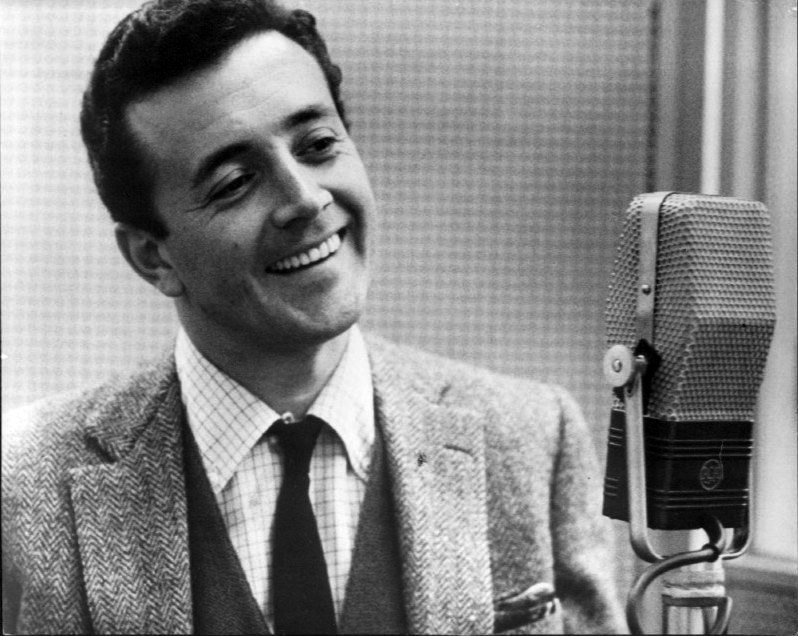
Vic Damone (* 1928)

- 1926: Jim McConkey, kanadischer Extremskifahrer
- 1926: Ibaragi Noriko, japanische Schriftstellerin
- 1926: Sture Nottorp, schwedischer Automobilrennfahrer
- 1927: Al Fairweather, britischer Musiker
- 1928: Vic Damone, US-amerikanischer Sänger und Schauspieler
- 1928: Anise Koltz, luxemburgische Schriftstellerin
- 1928: Leon Zelman, österreichischer Publizist

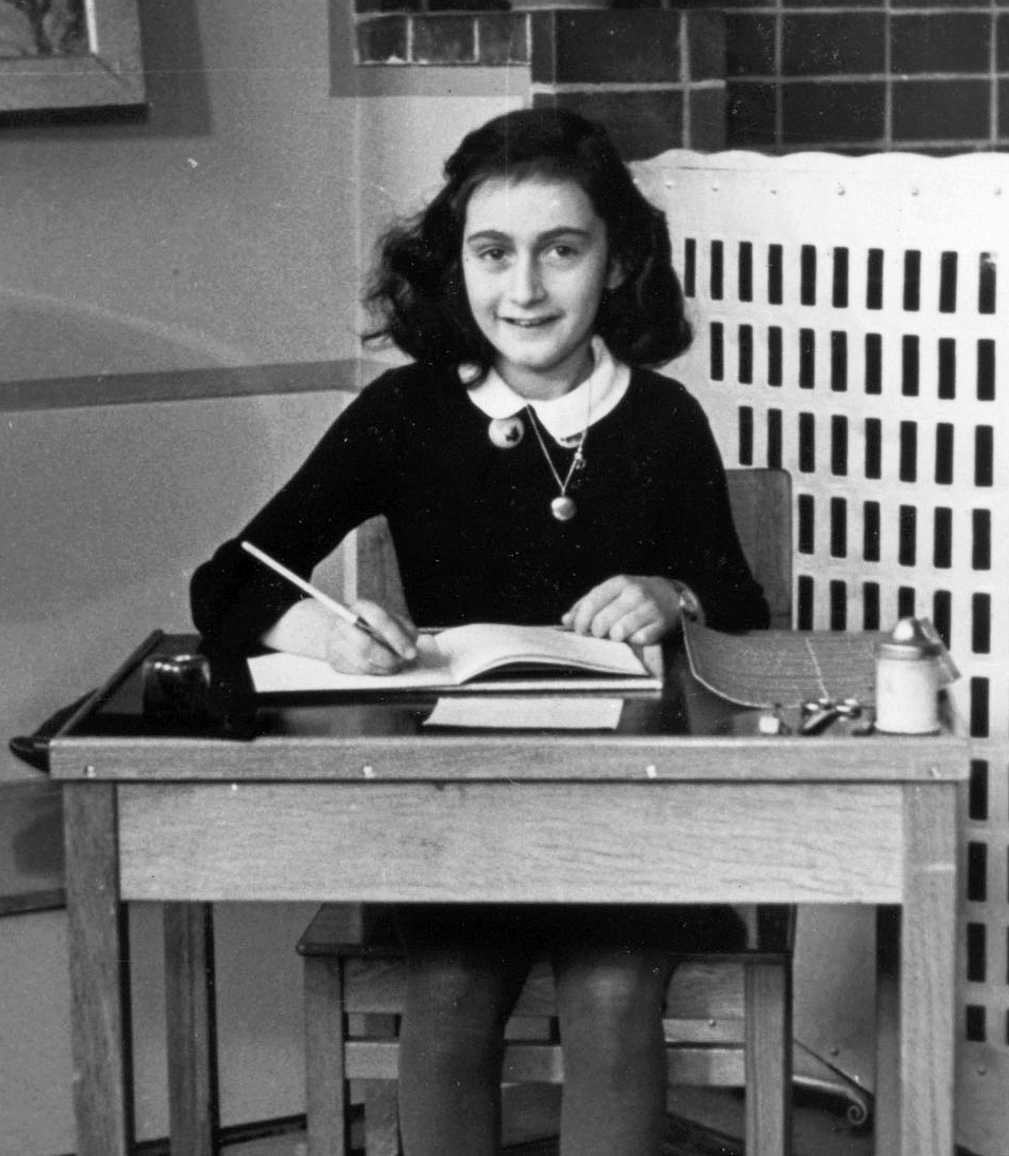
Anne Frank (* 1929)

- 1929: Brigid Brophy, britische Autorin
- 1929: Anne Frank, deutsches Opfer des Holocaust (Das Tagebuch der Anne Frank)
- 1929ː Rutka Laskier, polnisches jüdisches Mädchen, Tagebuchschreiberin, Opfer der Shoah
- 1929: Eva Pflug, deutsche Schauspielerin
- 1929: Frank Rosenthal, US-amerikanischer Casino-Manager
- 1929: Klaus Steilmann, deutscher Textilunternehmer
- 1930: Jim Nabors, US-amerikanischer Schauspieler, Sänger und Komiker

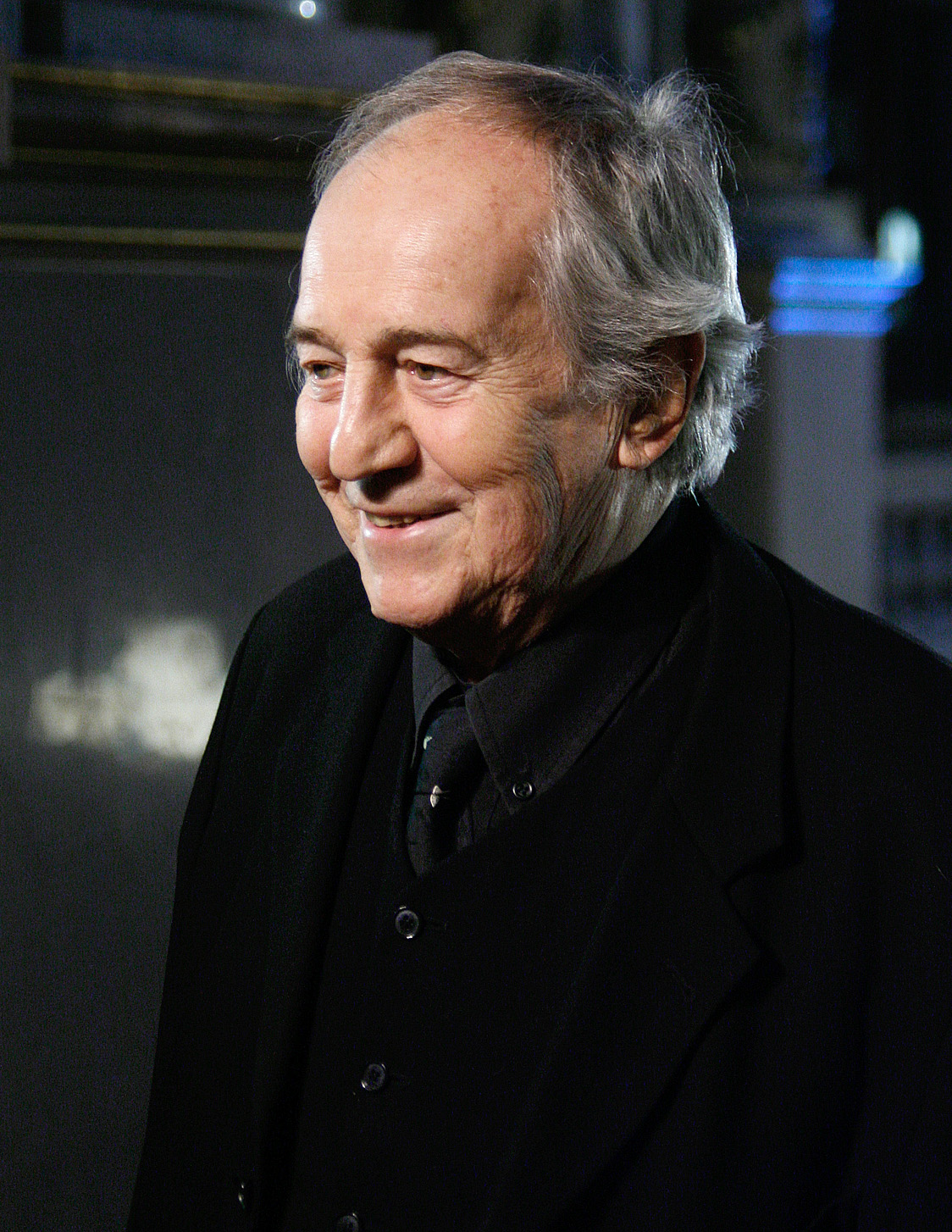
Otto Schenk (* 1930)

- 1930: Otto Schenk, österreichischer Schauspieler, Kabarettist, Regisseur und Intendant
- 1931: Mac Ahlberg, schwedischer Kameramann, Filmregisseur und Drehbuchautor
- 1931: Hans W. Kopp, Schweizer Rechtsanwalt und Medienexperte
- 1932: Mimi Coertse, südafrikanisch-österreichische Sopranistin und Kammersängerin
- 1932: Almut Rößler, deutsche Organistin und Kirchenmusikerin
- 1932: Mamo Wolde, äthiopischer Olympiasieger im Marathon
- 1933: Michael Augustine, indischer Geistlicher und Erzbischof
- 1934: Winfried Scharlau, deutscher Fernsehjournalist
- 1935: Christoph Meckel, deutscher Schriftsteller und Graphiker
- 1936: Jim Wagstaff, US-amerikanischer American-Football-Spieler und -Trainer

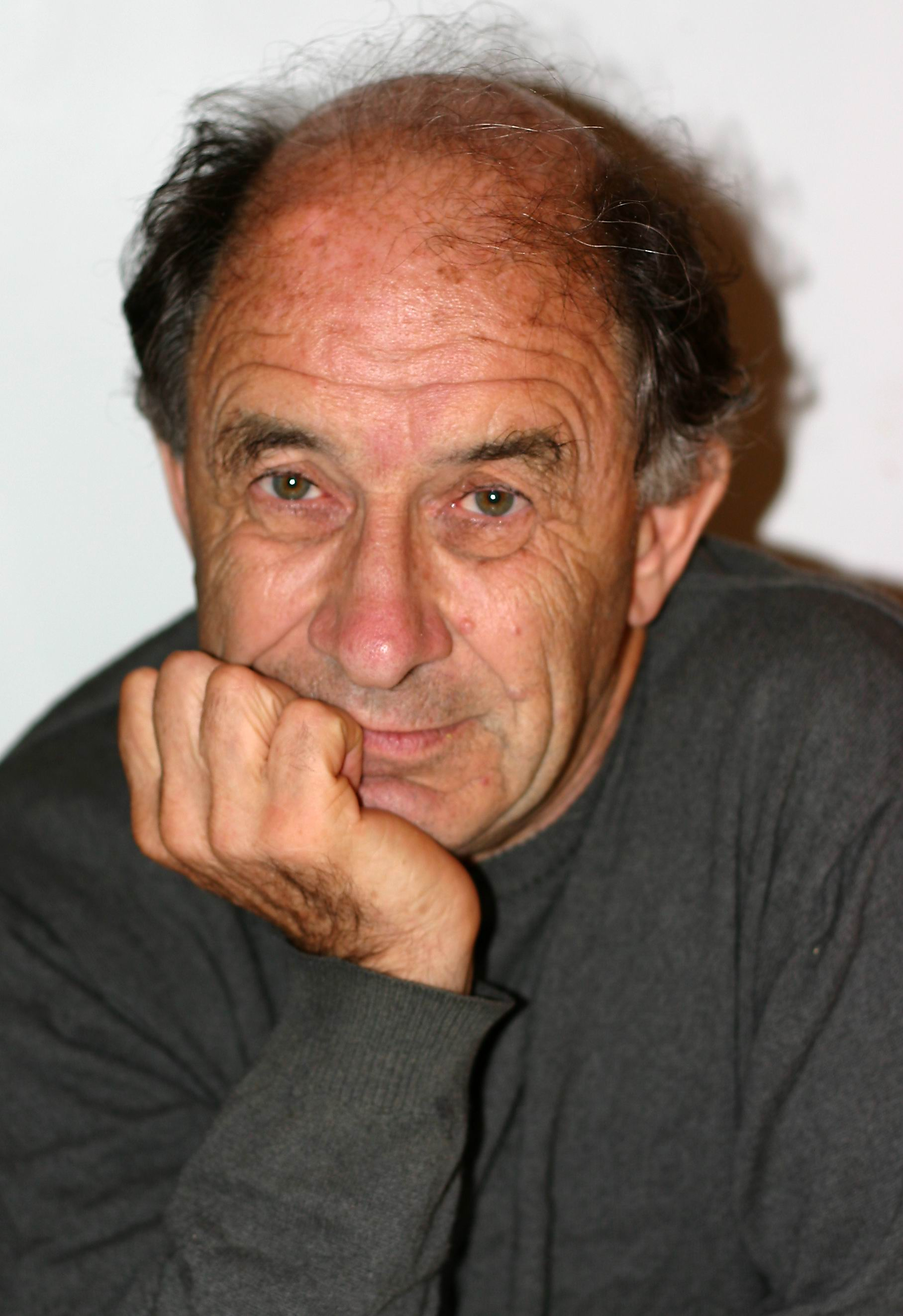
Wladimir Arnold (* 1937)

- 1937: Wladimir Igorewitsch Arnold, russischer Mathematiker
- 1937: Antal Festetics, österreichischer Zoologe
- 1937: Edmund Herr, deutscher Fußballspieler
- 1937: Chips Moman, US-amerikanischer Musikproduzent und Komponist
- 1939: Kent Carter, US-amerikanischer Jazzmusiker
- 1939: Tak Fujimoto, US-amerikanischer Kameramann
- 1941: Chick Corea, US-amerikanischer Jazzmusiker

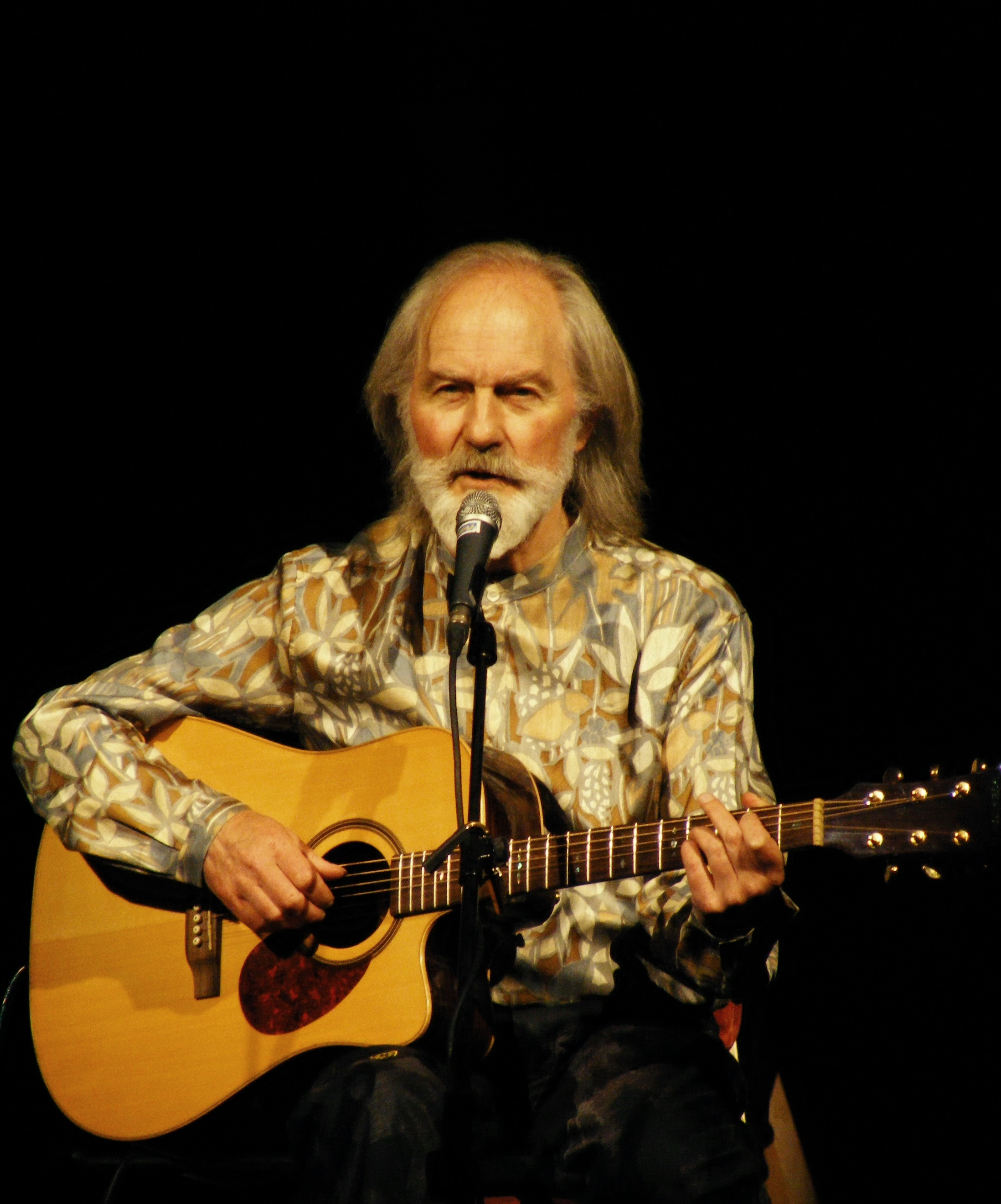
Roy Harper (* 1941)

- 1941: Roy Harper, britischer Musiker
- 1941: Walther Umstätter, deutscher Professor für Bibliotheks- und Informationswissenschaft
- 1942: Ahmed Aboul Gheit, ägyptischer Diplomat und Politiker
- 1942: Bert Sakmann, deutscher Mediziner, Nobelpreisträger
- 1942: Tülay Tuğcu, türkische Juristin und Präsidentin des Verfassungsgerichts
- 1943: Friedrich Kittler, deutscher Literaturwissenschaftler und Medientheoretiker
- 1943: Christian Ridil, deutscher Komponist, Chorleiter und Musikwissenschaftler
- 1944: Nelson Acosta, chilenisch-uruguayischer Fußballspieler und -trainer
- 1944: David Weir, US-amerikanischer Automobilrennfahrer
- 1945: Pat Jennings, nordirischer Fußballspieler
- 1945: Heiner Sandig, deutscher Pfarrer und Politiker, sächsischer Ausländerbeauftragter
- 1946: Margot Queitsch, deutsche Politikerin, MdL
- 1948: Jossi Beilin, israelischer Staatsmann, Pazifist
- 1948: Hans Binder, österreichischer Automobilrennfahrer
- 1948: Lyn Collins, US-amerikanische Sängerin
- 1949: Hella Santarossa, deutsche Malerin
- 1949: John Wetton, britischer Musiker
- 1950: Klaus Eberhartinger, österreichischer Sänger und Moderator (EAV)

#### 1951–1975
- 1951: Brad Delp, US-amerikanischer Rockmusiker

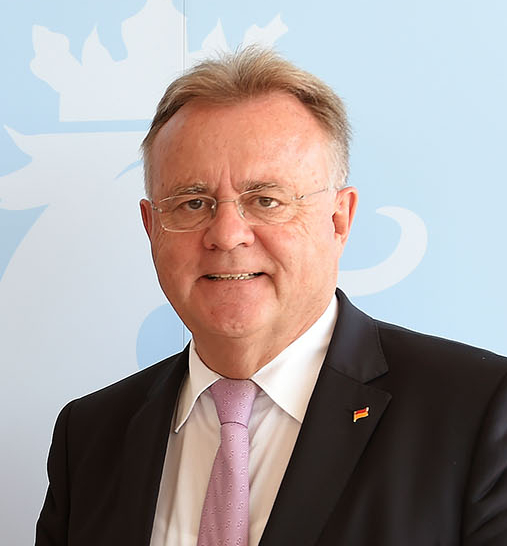
Hans Niessl (* 1951)

- 1951: Hans Niessl, österreichischer Politiker
- 1951: Andranik Markarjan, armenischer Premierminister
- 1952: Spencer Abraham, US-amerikanischer Politiker
- 1952: Cornelia Hanisch, deutsche Fechterin
- 1952: Oliver Knussen, britischer Komponist und Dirigent
- 1953: Rocky Burnette, US-amerikanischer Sänger
- 1953: Oscar Edelstein, argentinischer Komponist und Musikpädagoge
- 1953: Gary Farmer, kanadischer Schauspieler
- 1954: Fred Borchelt, US-amerikanischer Ruderer
- 1954: Belmiro Silva, portugiesischer Radrennfahrer
- 1954: Ricarda Strobel, deutsche Medienwissenschaftlerin

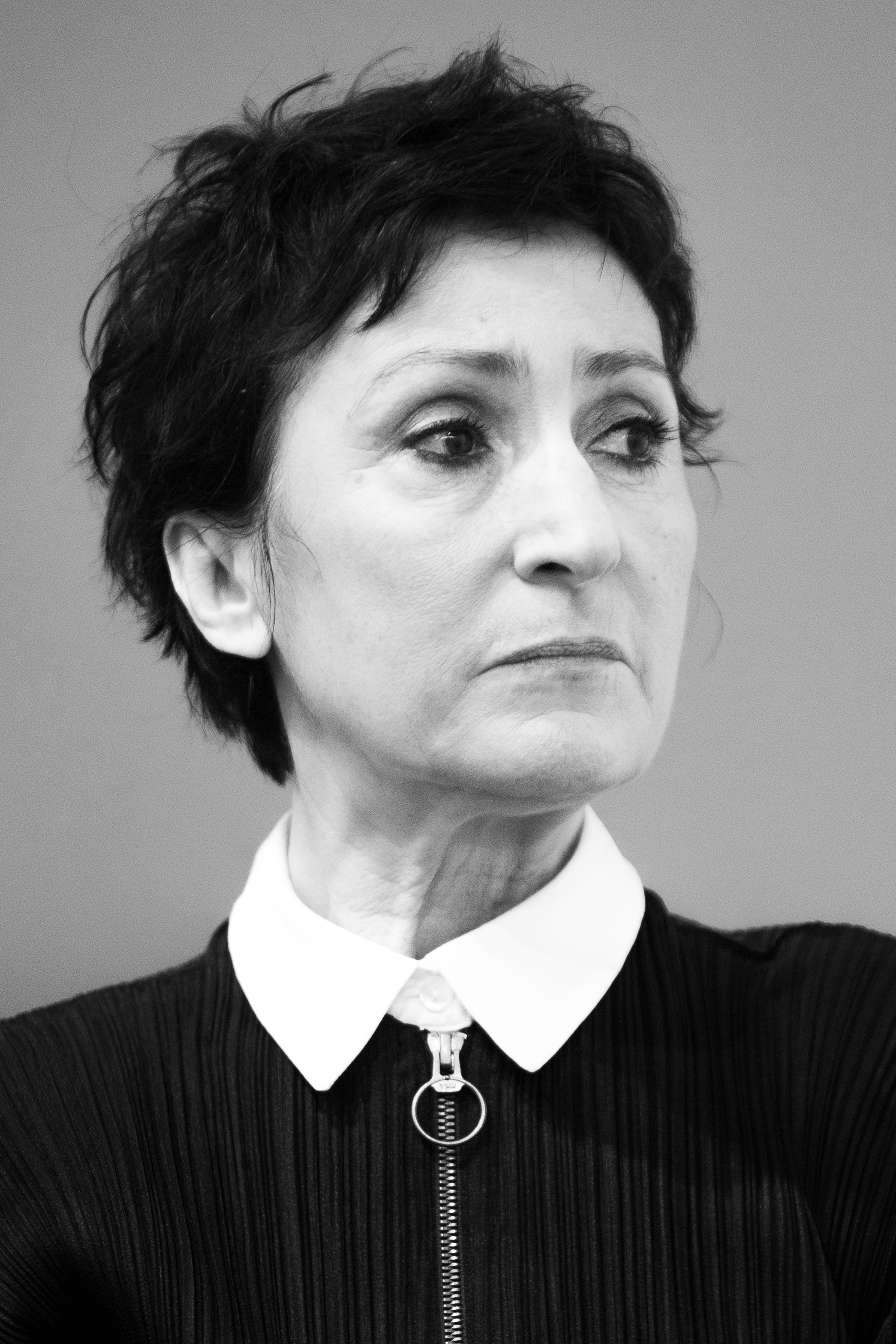
Renan Demirkan (* 1955)

- 1955: Renan Demirkan, deutsch-türkische Schriftstellerin und Schauspielerin
- 1955: Siegfried Stark, deutscher Leichtathlet
- 1955: Regula Venske, deutsche Schriftstellerin
- 1956: Michael Angelo Batio, US-amerikanischer Rockgitarrist
- 1956: Onutė Narbutaitė, litauische Komponistin
- 1957: Lucia Aliberti, italienische Opernsängerin

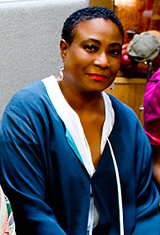
Geri Allen (* 1957)

- 1957: Geri Allen, US-amerikanische Jazz-Pianistin
- 1957: Matthias Domaschk, Bürgerrechtler in der DDR
- 1957: Véronique Trillet-Lenoir, französische Onkologin und Politikerin
- 1958: Mark Amodei, US-amerikanischer Politiker
- 1958: Domenico Brigaglia, italienischer Motorradrennfahrer
- 1958: Meredith Brooks, US-amerikanische Sängerin und Songwriterin
- 1959: Kurt Staska, österreichischer Kommunalpolitiker
- 1959: Beniamino Vignola, italienischer Fußballspieler
- 1960: Oskar Freysinger, Schweizer Politiker
- 1960: Hagen Stamm, deutscher Wasserballer
- 1961: Gary Wayne Athans, kanadischer alpiner Skirennläufer

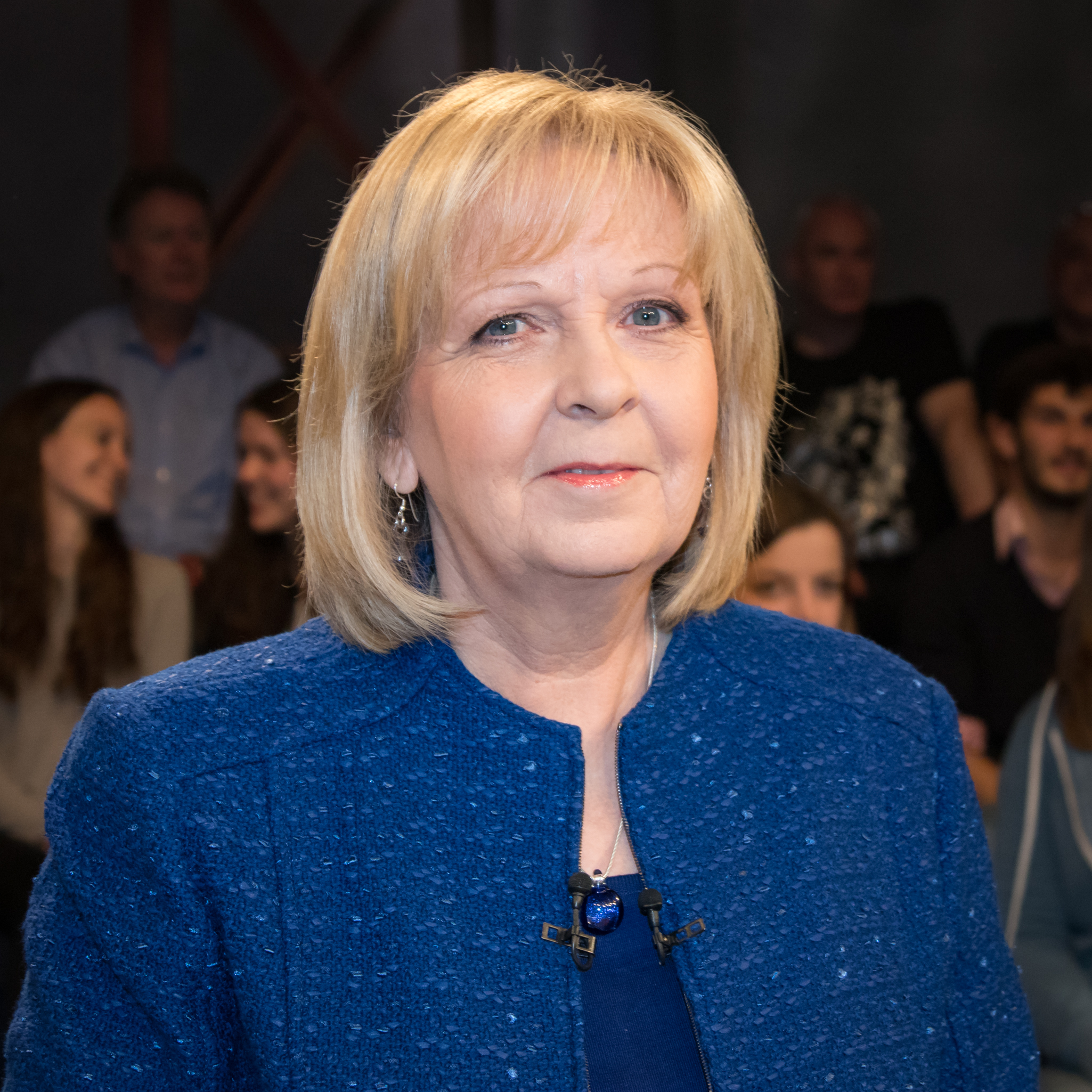
Hannelore Kraft (* 1961)

- 1961: Hannelore Kraft, deutsche Politikerin, Ministerpräsidentin von Nordrhein-Westfalen
- 1961: Johan van der Linden, niederländischer Saxophonist, Arrangeur und Komponist
- 1962: Neil Cunningham, neuseeländischer Automobilrennfahrer
- 1962: Jordan Peterson, kanadischer klinischer Psychologe und Sachbuchautor
- 1963: Philippe Bugalski, französischer Rallyefahrer
- 1963: Cora van Nieuwenhuizen, niederländische Politikerin
- 1964: Petra Bläss, deutsche Politikerin
- 1964: Marcus Bocklet, deutscher Politiker
- 1964: Roberto Fortunato, italienischer Radrennfahrer
- 1964: Onno Groß, deutscher Meeresbiologe
- 1964: Kenichi Hirose, japanischer Anhänger der religiösen Bewegung Aum Shinrikyo
- 1964: Uwe Kamps, deutscher Fußballtorhüter und -trainer
- 1964: Jürgen P. Lang, deutscher Politikwissenschaftler
- 1964: Paula Marshall, US-amerikanische Schauspielerin
- 1964: Mohnish Pabrai, US-amerikanischer Unternehmer, Fondsmanager, Autor und Philanthrop
- 1964: Lars Reichow, deutscher Musikkabarettist
- 1964: Beate Rudolf, deutsche Rechtswissenschaftlerin
- 1964: Sahnie, deutscher Bassist
- 1964: Vaughan Thomas, britischer Steuermann im Rudern
- 1964: Alexander Maria Virgolini, österreichischer Schauspieler
- 1964: Markus Wagner, deutscher Unternehmer und Politiker
- 1964: Takashi Yamazaki, japanischer Filmregisseur, Drehbuchautor und Spezialeffektkünstler
- 1965: Wolfgang Herrndorf, deutscher Schriftsteller
- 1965: Karin Thaler, deutsche Schauspielerin
- 1965: Filip Topol, tschechischer Sänger, Songwriter und Pianist
- 1965: Gwen Torrence, US-amerikanische Leichtathletin, Olympiasiegerin
- 1966: Heidi Stengelhofen-Weiß, deutsche Juristin
- 1967: Peter Nix, deutscher Kameramann
- 1967: Frances O’Connor, britisch-australische Schauspielerin
- 1968: Lea Ann Parsley, US-amerikanische Skeletonpilotin

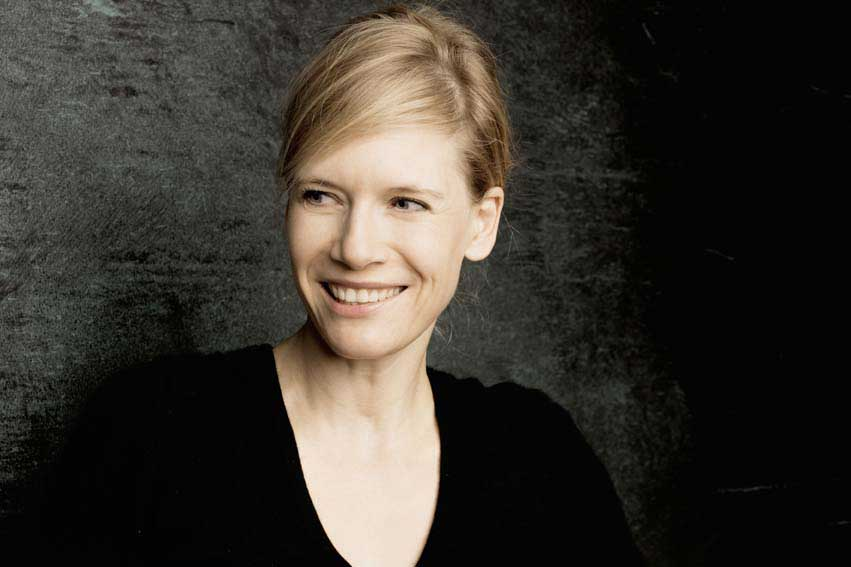
Ina Weisse (* 1968)

- 1968: Ina Weisse, deutsche Schauspielerin

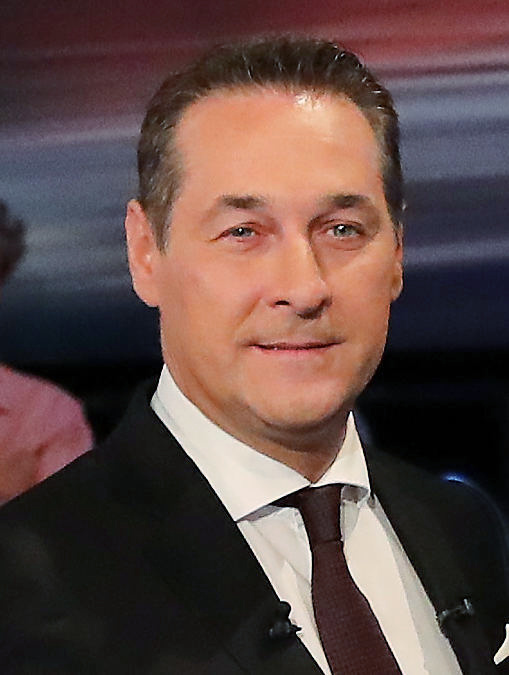
Heinz-Christian Strache (* 1969)

- 1969: Heinz-Christian Strache, österreichischer Politiker
- 1970: Devin Edgerton, kanadischer Eishockeyspieler
- 1970ː Alexandra Worden, amerikanische Ozeanographin
- 1970: Gordon Michael Woolvett, kanadischer Schauspieler
- 1971: Mark Henry, US-amerikanischer Kraftdreikämpfer, Gewichtheber und Wrestler
- 1971: MC Breed, US-amerikanischer Rapper
- 1971: Elisabeth Lanz, österreichische Theater- und Fernsehschauspielerin
- 1971: Victoria Lepădatu, rumänische Ruderin
- 1972: Christian Drosten, deutscher Virologe
- 1972: Arthur Farh, liberianischer Fußballspieler
- 1972: Bounty Killer, jamaikanischer Dancehall-Deejay
- 1972: Inger Miller, US-amerikanische Leichtathletin
- 1973: Thomas Aigner, österreichischer Historiker
- 1973: Dregen, schwedischer Gitarrist
- 1974: Markus Anfang, deutscher Fußballspieler
- 1974: Christine Francke, deutsche Fußballspielerin
- 1974: Jason Mewes, US-amerikanischer Fernsehstar und Schauspieler
- 1975: Harold Primat, Schweizer Automobilrennfahrer

#### 1976–2000

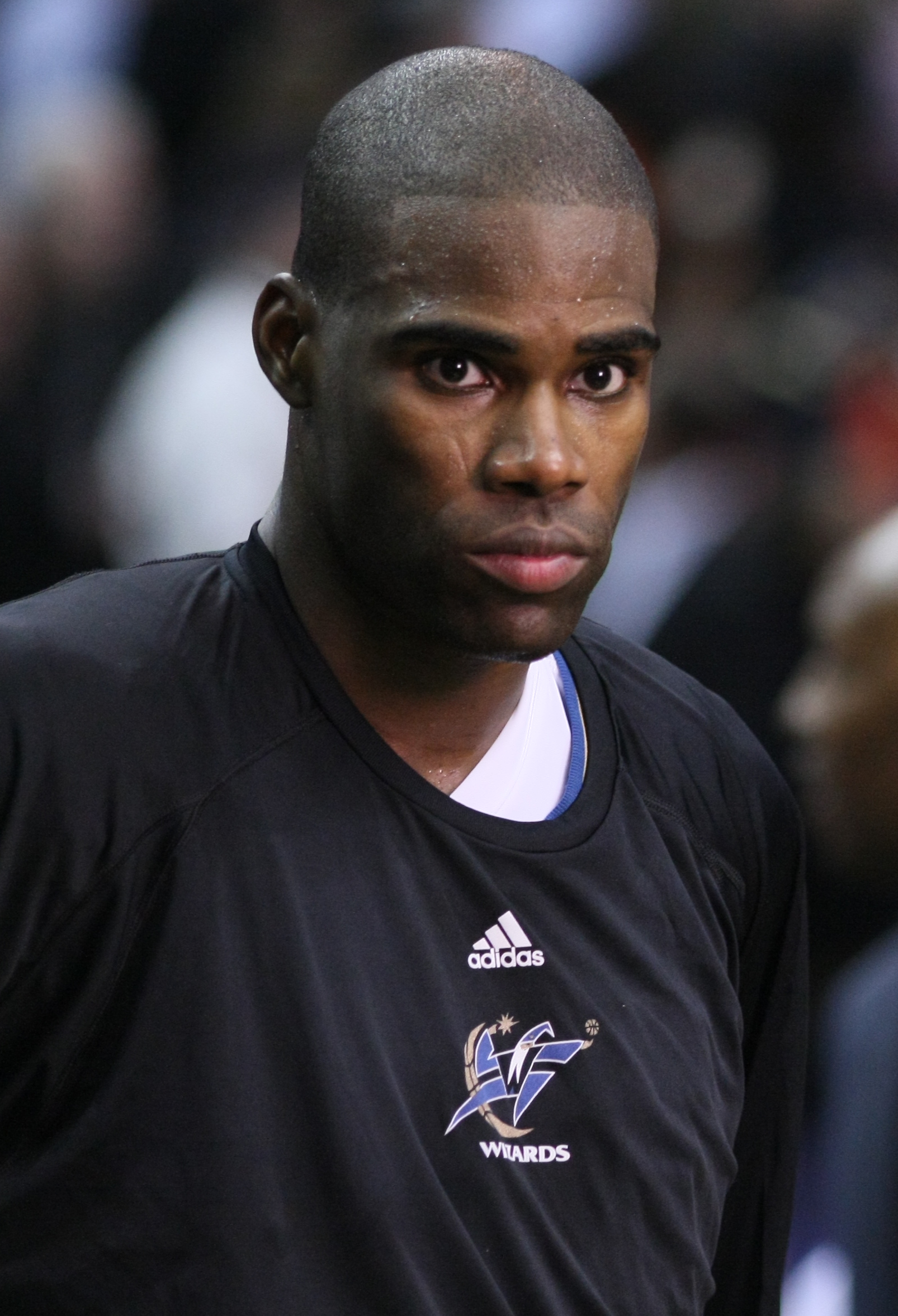
Antawn Jamison (* 1976)

- 1976: Katja Husen, deutsche Politikerin, MdB
- 1976: Antawn Jamison, US-amerikanischer Basketballspieler
- 1976: Thomas Sørensen, dänischer Fußballspieler

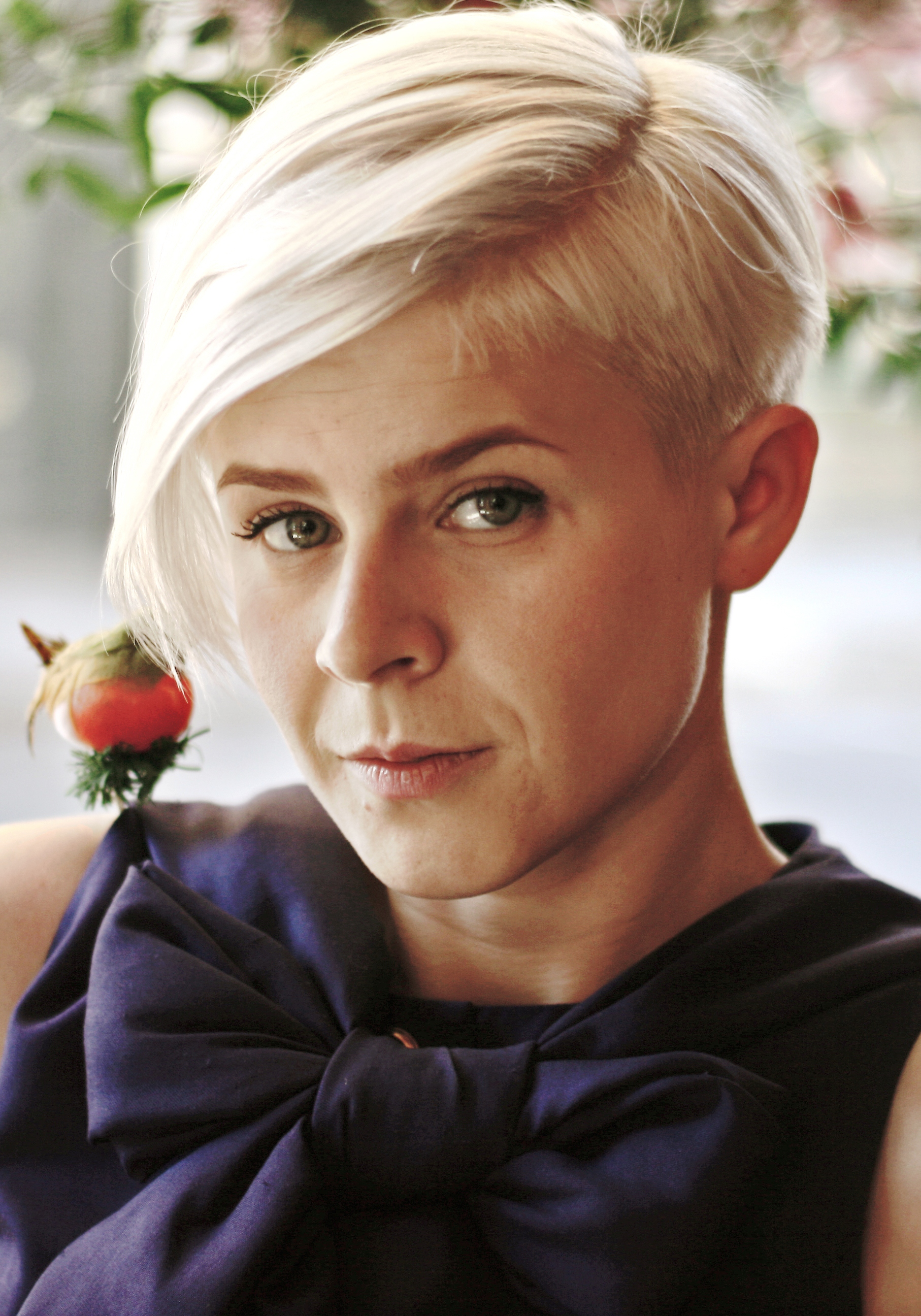
Robyn (* 1979)

- 1977: Burak Akdiş, türkischer Fußballspieler
- 1977: Kenny Wayne Shepherd, US-amerikanischer Bluesrock-Musiker
- 1979: Diego Milito, argentinischer Fußballspieler
- 1979: Robyn, schwedische Popsängerin
- 1980: Karel Novy, Schweizer Schwimmer
- 1980: Rogério, brasilianischer Fußballspieler

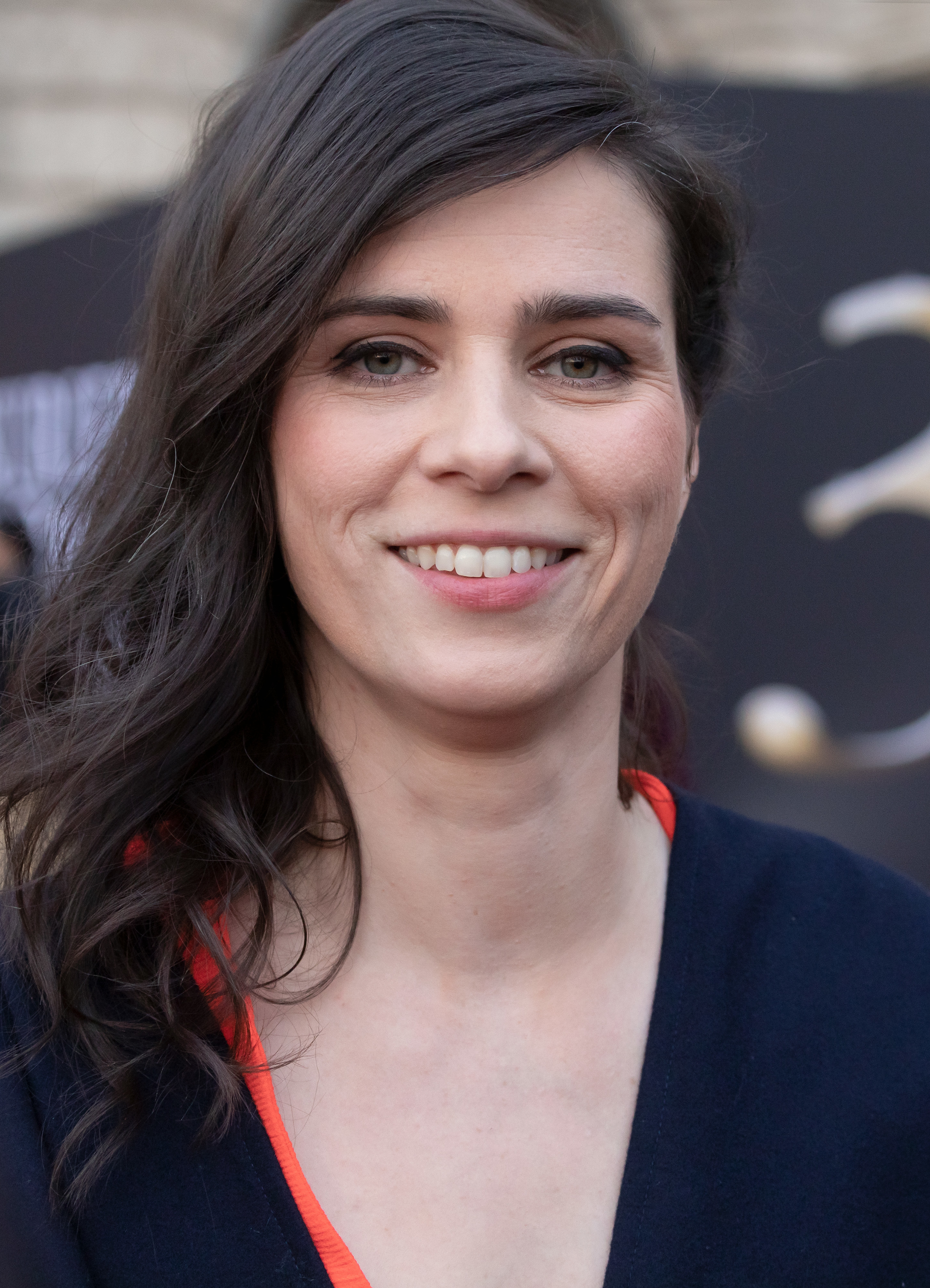
Nora Tschirner (* 1981)

- 1980: Andreas Thiele, deutscher Schauspieler
- 1981: Eugene Galekovic, australischer Fußballspieler
- 1981: Susanne Klehn, deutsche Fernsehmoderatorin und Journalistin
- 1981: Klemen Lavrič, slowenischer Fußballspieler
- 1981: Adriana Lima, brasilianisches Model
- 1981: Nora Tschirner, deutsche Schauspielerin und Moderatorin
- 1982: Loïc Duval, französischer Automobilrennfahrer
- 1982: Andreas Wolf, deutscher Fußballspieler
- 1984: Davide Viganò, italienischer Radrennfahrer
- 1985: Pablo Abián, spanischer Badmintonspieler
- 1985: Kendra Wilkinson, US-amerikanisches Model
- 1985: Claire Oelkers, deutsche Musikerin und Schauspielerin
- 1985: Dave Franco, US-amerikanischer Schauspieler
- 1986: Gediminas Gelgotas, litauischer Komponist und Dirigent

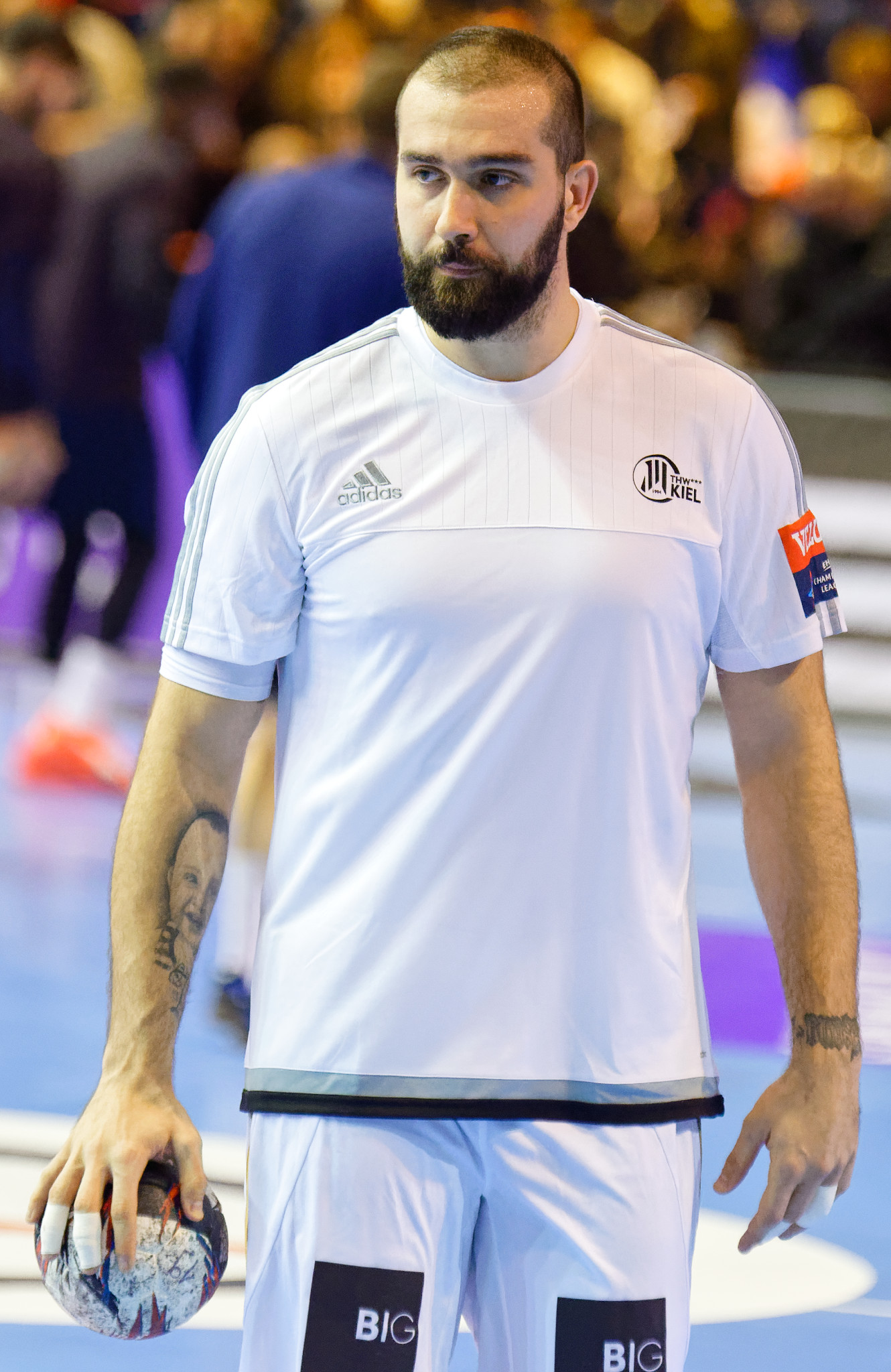
Igor Anic (* 1987)

- 1987: Igor Anic, französischer Handballspieler
- 1987: Alexander Heib, deutscher Handballspieler
- 1987: Max Snegirjow, russischer Rennfahrer
- 1988: Eren Derdiyok, Schweizer Fußballspieler

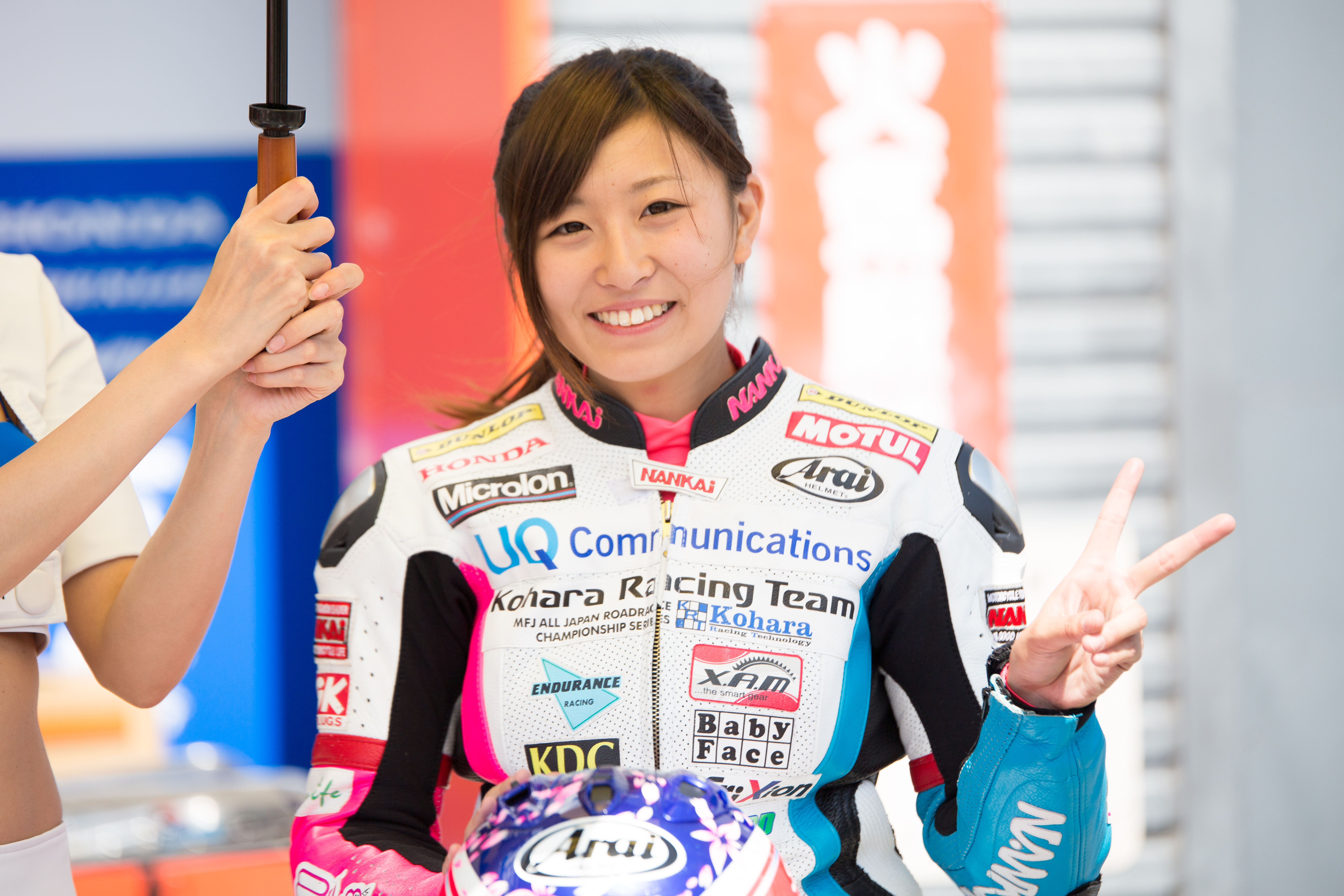
Okazaki (* 1992)

- 1988: Diogo Portela, brasilianischer Dartspieler
- 1989: Andrea Guardini, italienischer Radrennfahrer
- 1989: Shane Lowry, irisch-australischer Fußballspieler
- 1990: Jrue Holiday, US-amerikanischer Basketballspieler
- 1990: Kate Bracken, schottische Schauspielerin
- 1992: Philippe Coutinho, brasilianischer Fußballspieler
- 1992: Alex Kirsch, luxemburgischer Radrennfahrer
- 1992: Shizuka Okazaki, japanische Motorradrennfahrerin
- 1992: Signe Sjølund, dänische Handballspielerin
- 1994: Don Toliver, US-amerikanischer Rapper und Sänger
- 1995: Meril Beilmann, estnische Biathletin
- 1996: Anna Margaret, US-amerikanische Sängerin, Songschreiberin und Schauspielerin
- 1996: Davinson Sánchez, kolumbianischer Fußballspieler
- 1998: Eno, deutscher Rapper
- 1998: Attila Valter, ungarischer Radrennfahrer
- 1999: Sophie Chauveau, französische Biathletin
- 2000: Olga Carmona, spanische Fußballspielerin
- 2000: Luis Lehnert, deutscher Nordischer Kombinierer

### 21. Jahrhundert
- 2002: Charles Crombez, belgischer Kinderdarsteller
- 2002: Koni De Winter, belgischer Fußballspieler
- 2002: Mathias Vacek, tschechischer Radrennfahrer
- 2003: Nils Elten, deutscher Eishockeyspieler
- 2005: Senna Agius, australischer Motorradrennfahrer

## Gestorben

### Vor dem 19. Jahrhundert
- 0816: Leo III., Papst
- 1119: Adalgod von Osterburg, Graf von Veltheim und Erzbischof von Magdeburg
- 1152: Heinrich von Schottland, schottischer Prinz und Erbe von Alba und Huntingdon
- 1153: Roger de Beaumont, 2. Earl of Warwick, englischer Adeliger
- 1253: Bonifatius II., Markgraf von Montferrat und Titularkönig von Thessaloniki
- 1274: Adelheid von Braunschweig, Landgräfin von Hessen
- 1292: Johann II. von Eu, Graf von Eu
- 1394: Guy de Prangins, Bischof von Lausanne
- 1403: Albrecht IV. von Querfurt, deutscher Erzbischof von Magdeburg
- 1418: Bernard VII., Graf von Armagnac, Connétable von Frankreich
- 1420: Adolf von Nassau-Dillenburg, Graf von Nassau-Dillenburg
- 1428: Zawisza Czarny, polnischer Ritter
- 1449: Lampert von Praunheim-Sachsenhausen, Abt der Reichsabtei St. Maximin in Trier
- 1478: Ludovico III. Gonzaga, Sohn des Markgrafen Gianfrancesco I. Gonzaga von Mantua
- 1516: Ernst, Fürst von Anhalt-Dessau
- 1545: Franz I., Herzog von Lothringen
- 1560: Imagawa Yoshimoto, japanischer Daimyō

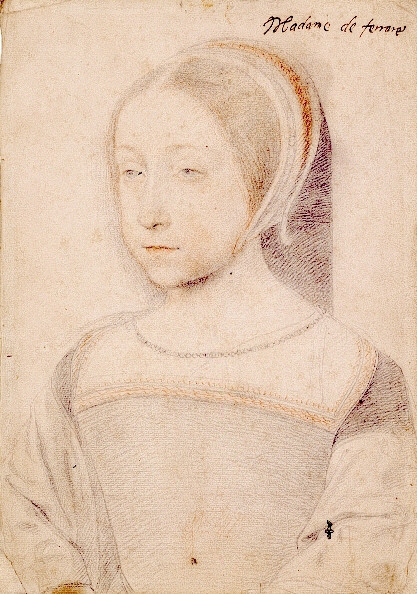
Renée de France († 1574)

- 1574: Renée de France, Tochter König Ludwigs XII. von Frankreich, Herzogin von Ferrara, Modena und Reggio
- 1577: Nicolas de Lorraine, Herzog von Mercoeur
- 1619: Bernhard Hilz, Benediktiner und Abt der Abtei Niederaltaich
- 1648: Johannes Conradus, deutscher Jurist und Ratssekretär der Hansestadt Lübeck
- 1670: Sultan Hasanuddin, König von Gowa und indonesischer Nationalheld
- 1672: Charles Paris d’Orléans-Longueville, Herzog von Longueville, Fürst von Neuchâtel
- 1675: Karl Emanuel II., Herzog von Savoyen
- 1680: Matthias Koch von Gailenbach, Augsburger Patrizier und Kaufmann
- 1683: Tobias Pock, deutscher Maler
- 1683: Elisabeth von Ungnad, deutsche Adelige
- 1709: Jacob Born, kursächsischer Jurist und Bürgermeister von Leipzig
- 1725: Tommaso Maria Napoli, sizilianischer Architekt, Mathematiker und Dominikaner
- 1734: James Fitzjames, 1. Duke of Berwick, illegitimer Sohn des britischen Königs Jakob II., Heerführer der Jakobiten in französischen und spanischen Diensten, Marschall und Pair von Frankreich und spanischer Grande
- 1739: Georg Albrecht, Herzog von Sachsen-Weißenfels-Barby
- 1743: Johann Bernhard Bach, deutscher Komponist
- 1747: Jakob Ernst von Liechtenstein-Kastelkorn, Bischof von Seckau, Fürstbischof von Olmütz und Fürsterzbischof von Salzburg
- 1750: Muhammad Bahawal Khan I., Emir und Nawab von Bahawalpur
- 1754: Johann Friedrich Nolte, deutscher Pädagoge und Philologe
- 1758: August Wilhelm von Preußen, preußischer Prinz und General
- 1759: William Collins, englischer Dichter
- 1765: Nils Bielke, schwedischer Graf und päpstlicher Kammerherr
- 1765: Oswald von Hohenzollern-Sigmaringen, badischer Domherr in Köln
- 1772: Marc-Joseph Marion du Fresne, französischer Entdecker
- 1776: Bartolomeo Felici, italienischer Komponist und Organist
- 1778: Philip Livingston, Delegierter des Staates New York im Kontinentalkongress
- 1788: Wilhelm Aschoff, preußischer Beamter
- 1788: Johann Andreas Cramer, deutscher Theologe und Dichter
- 1789: Jean-Étienne Liotard, Genfer Pastell- und Emailmaler
- 1794: Johann Wenzel von Bärnkopp, österreichischer Feldzeugmeister
- 1795: Johann Christian Brand, österreichischer Maler, Zeichner, Radierer und Kupferstecher

### 19. Jahrhundert
- 1801: David Claparède, Schweizer evangelischer Geistlicher und Hochschullehrer
- 1803: Athanasius Hettenkofer, deutscher Abt
- 1805: Johann Koenen, deutscher Jurist
- 1816: Charles Pierre François Augereau, Herzog von Castiglione, Marschall von Frankreich
- 1825: Arnold Mallinckrodt, deutscher Schriftsteller, Verleger und Publizist im preußischen Westfalen
- 1842: Thomas Arnold, englischer Theologe und Pädagoge
- 1846: Carl Traugott Queisser, deutscher Posaunist und Violinist

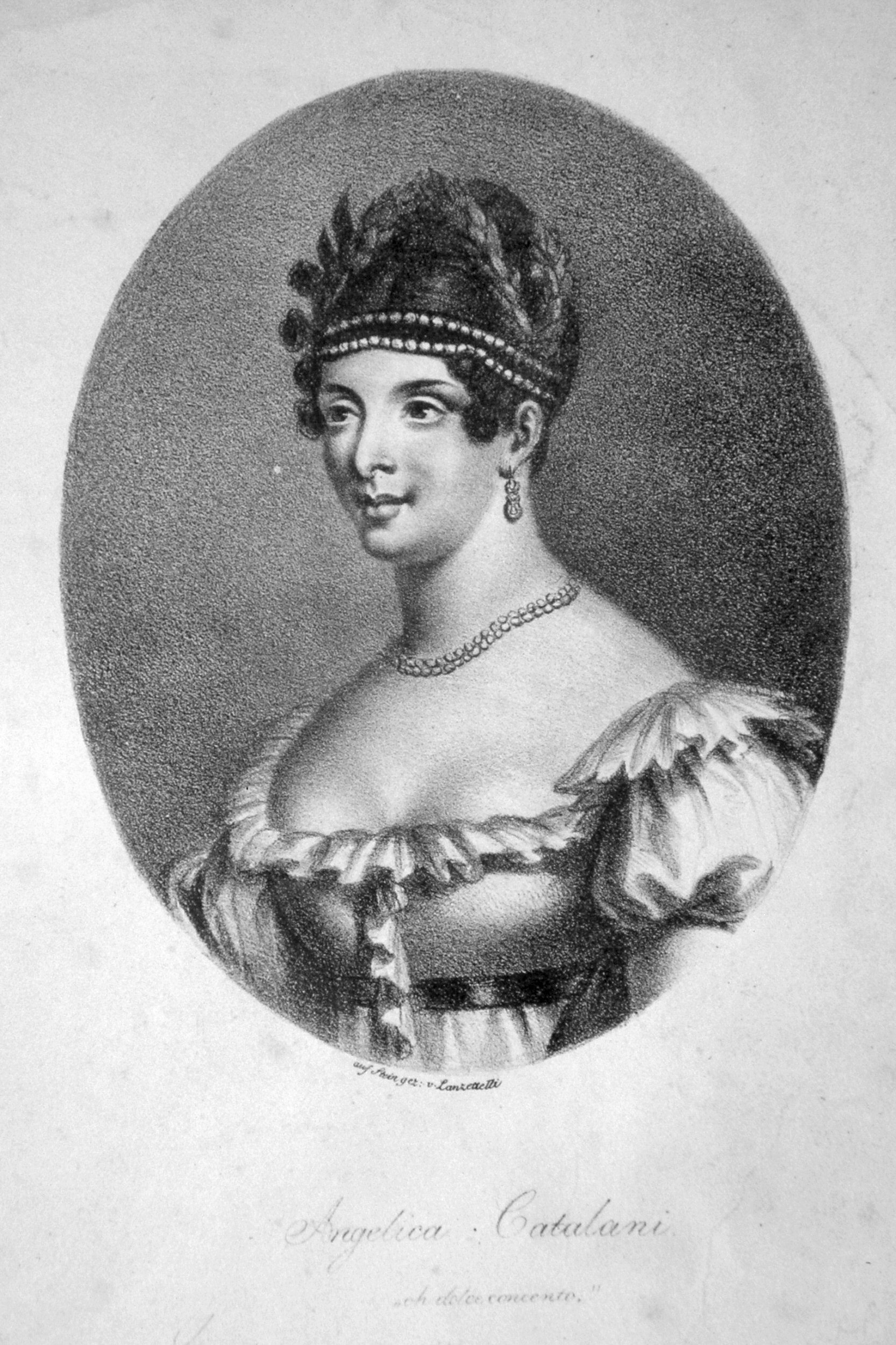
Angelica Catalani († 1849)

- 1849: Angelica Catalani, italienische Opernsängerin
- 1852: Xavier de Maistre, französischer Schriftsteller
- 1858: Carl Franz Pitsch, böhmischer Organist und Komponist
- 1854: Auguste von Anhalt-Dessau, Fürstin von Schwarzburg-Rudolstadt
- 1854: Alexander Hangerli, Fürst von Moldau
- 1874: Vinzenz Zusner, österreichischer Dichter und Unternehmer
- 1877: Ludvig Kristensen Daa, norwegischer Politiker und Publizist
- 1878: Benjamin Bonneville, US-amerikanischer Offizier und Pionier des amerikanischen Westens
- 1878: William Cullen Bryant, US-amerikanischer Dichter und Journalist
- 1878: Julius Faucher, deutscher Journalist, Freihändler und Manchester-Liberaler
- 1878: Georg V., letzter Monarch des kurzlebigen Königreichs Hannover
- 1888: Julius Karl Arndt, deutscher Pfarrer und Kirchenlieddichter
- 1895ː Julie Koch-Bossenberger, deutsche Opernsängerin und Theaterschauspielerin
- 1896: Nikodemus Kavikunua, traditioneller Führer der Herero
- 1896: Matthias Schumann, deutscher Statistiker
- 1897: Friedrich Hermann Wölfert, deutscher Verleger und Luftfahrtpionier
- 1898: Ludwig Turban der Ältere, Staatsminister in Baden
- 1900: Jean Frédéric Frenet, französischer Mathematiker, Astronom und Meteorologe

### 20. Jahrhundert

#### 1901–1950
- 1903: Heinrich Friedrich Wilhelm André, deutscher Jurist und Politiker
- 1904: Camille de Renesse, belgischer Graf
- 1912: Marshall Arnold, US-amerikanischer Politiker

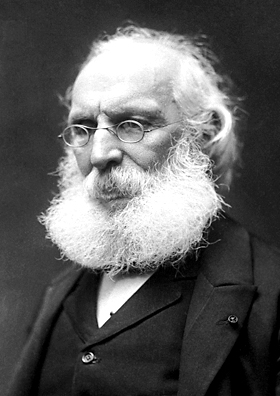
Frédéric Passy († 1912)

- 1912: Frédéric Passy, französischer Politiker und Humanist, erster Friedensnobelpreisträger
- 1917: Teresa Carreño, venezolanische Pianistin und Komponistin
- 1919: Hermann Lietz, deutscher Pädagoge
- 1920: Eduard Clausnitzer, deutscher Theologe, Pädagoge und Schriftsteller
- 1922: Wolfgang Kapp, deutscher Verwaltungsbeamter, Generallandschaftsdirektor in Königsberg, Putschist
- 1924: Jacques de Morgan, französischer Ingenieur und Ägyptologe
- 1925: Richard Teichmann, deutscher Schachmeister
- 1925: Walter Rheiner, deutscher Dichter und Schriftsteller
- 1929: Marie Henri Andoyer, französischer Astronom und Mathematiker
- 1932: Rudolf Braune, deutscher Schriftsteller und Journalist

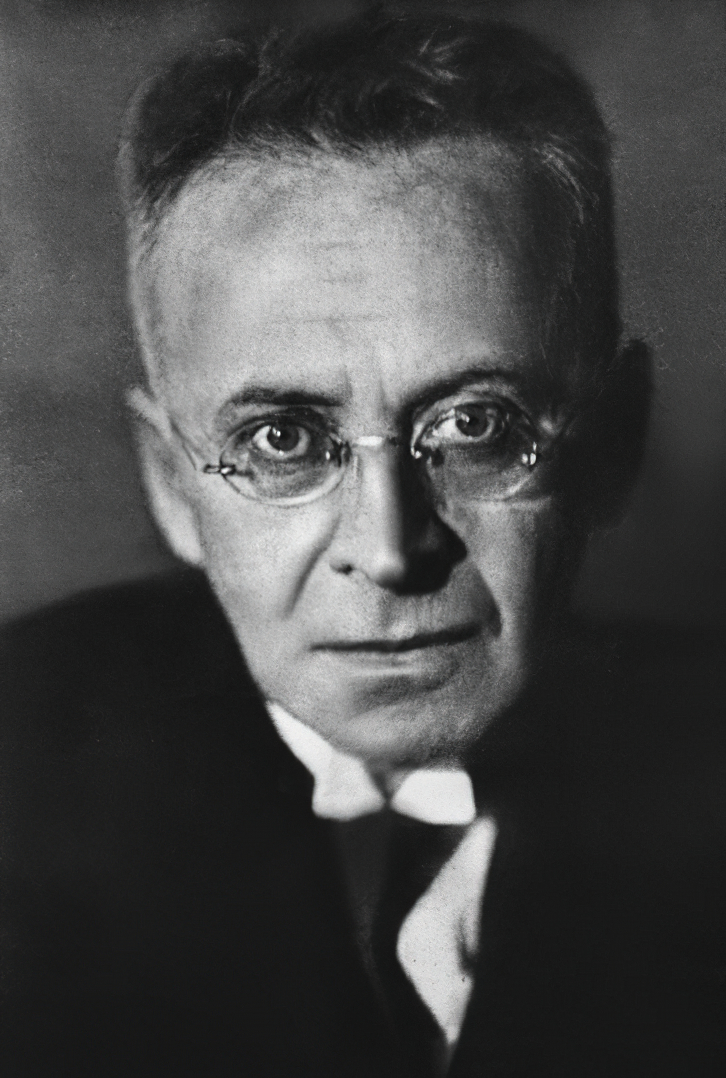
Karl Kraus († 1936)

- 1936: Karl Kraus, österreichischer Schriftsteller und Publizist (Die Fackel, Die letzten Tage der Menschheit)
- 1937: Michail Nikolajewitsch Tuchatschewski, sowjetischer Marschall der Roten Armee
- 1942: Walter Leigh, britischer Komponist
- 1943: Eigil Kragh Christiansen, norwegischer Segler
- 1943: Hanns Heinz Ewers, deutscher Schriftsteller und Filmemacher
- 1947: Jāzeps Mediņš, lettischer Komponist

#### 1951–2000

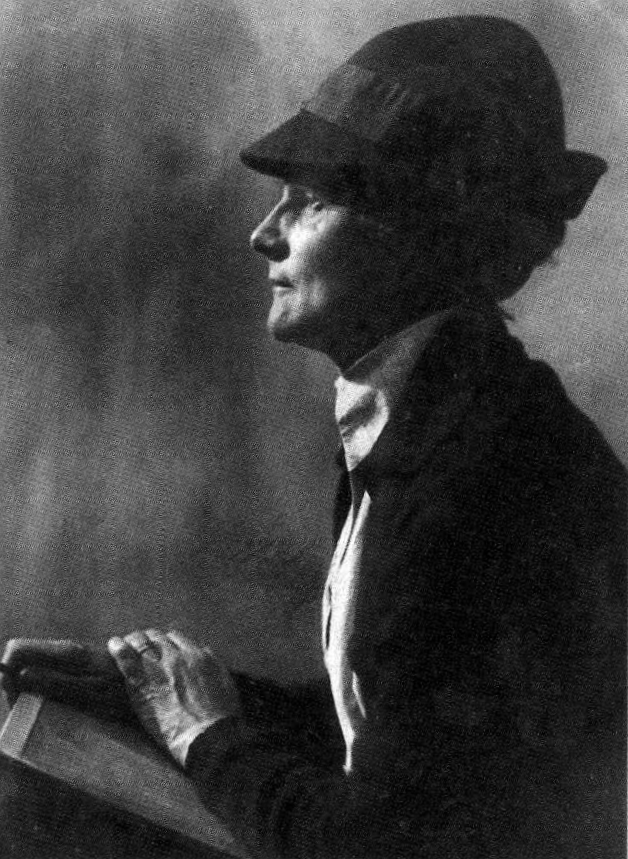
Anna Feldhusen († 1951)

- 1951: Anna Feldhusen, deutsche Malerin und Radiererin
- 1951: Marcel Tournier, französischer Harfenist und Komponist

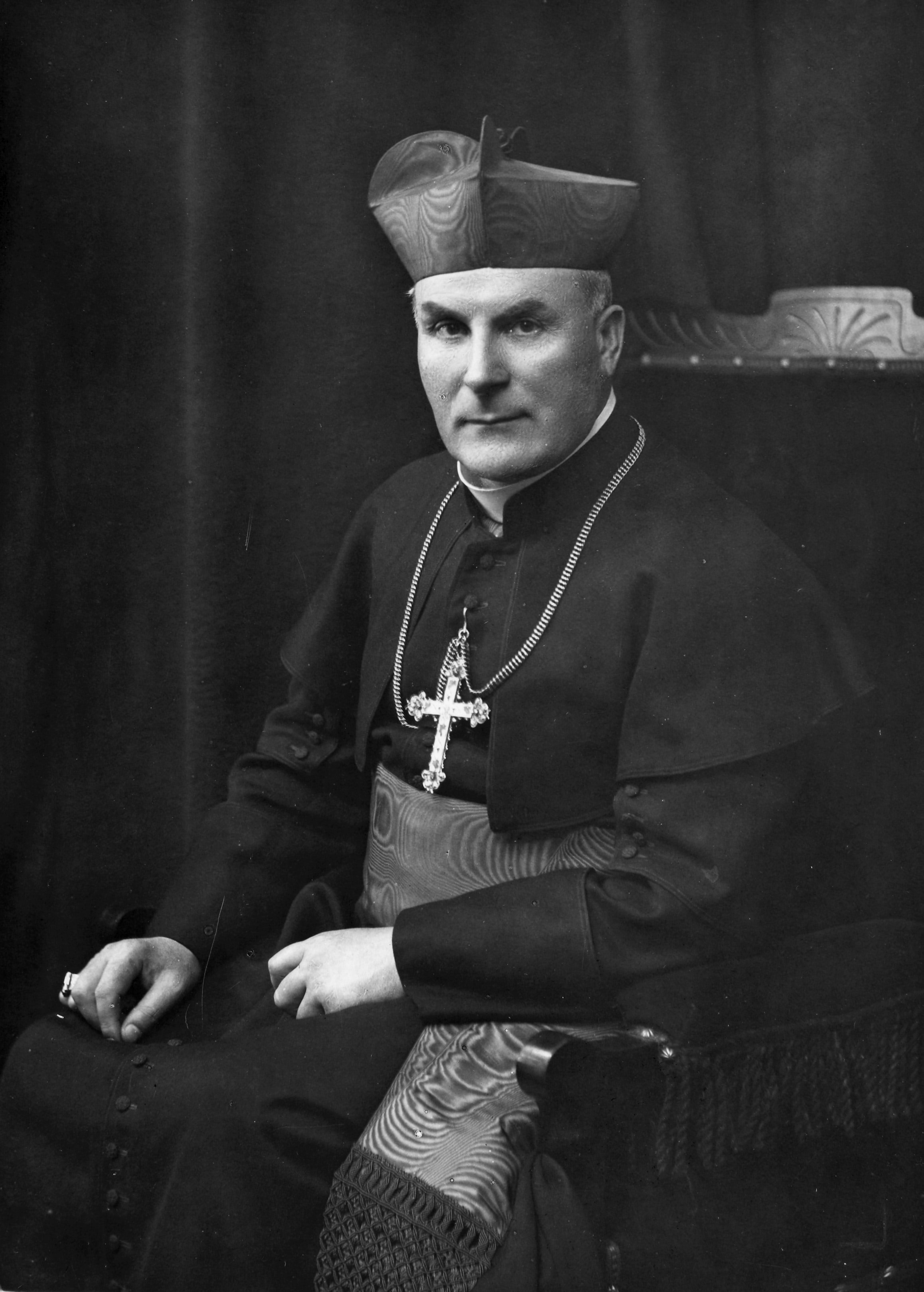
Michael von Faulhaber († 1952)

- 1952: Michael von Faulhaber, deutscher Priester und Theologe, Bischof von Speyer, Erzbischof von München und Freising, Kardinal
- 1953: Leslie Graham, britischer Motorradrennfahrer
- 1954: E. Ray Goetz, US-amerikanischer Songwriter, Produzent, Drehbuchautor und Schauspieler
- 1957: Jimmy Dorsey, US-amerikanischer Bandleader

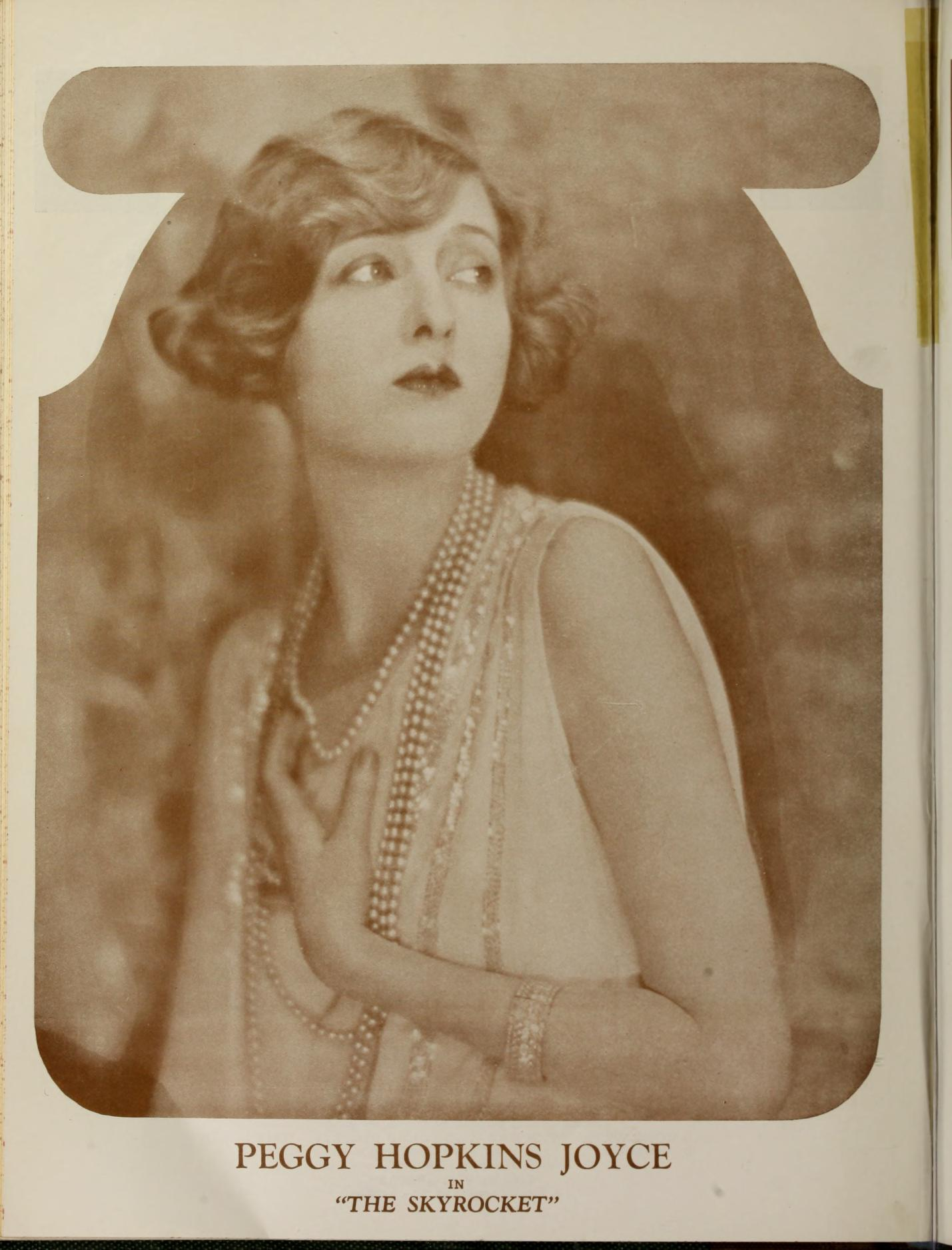
Peggy Hopkins Joyce († 1957)

- 1957: Peggy Hopkins Joyce, US-amerikanische Schauspielerin
- 1957: Monte Melkonian, US-amerikanischer politischer Aktivist, Asala-Terrorist und Freischärler
- 1957: Stanisław Szpinalski, polnischer Pianist und Musikpädagoge
- 1960: Hugo Atzwanger, österreichischer Maler, Grafiker, Fotograf und Volkskundler
- 1962: John Ireland, englischer Komponist
- 1963: Eduard Fiedler, deutscher Politiker, MdL, Landesminister, MdB

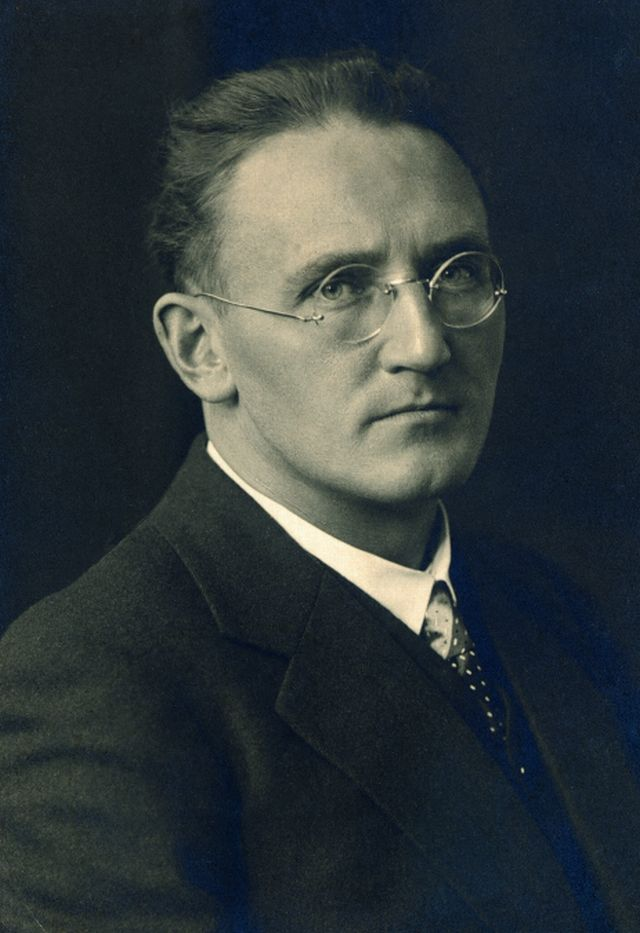
Hermann Scherchen († 1966)

- 1966: Hermann Scherchen, deutscher Dirigent und Komponist
- 1966: Aimé Steck, französischer Komponist
- 1968: Fidelio F. Finke, deutscher Komponist
- 1969: Emmanuel d’Astier de La Vigerie, französischer Offizier und Journalist, Mitglied der Résistance
- 1971: Nathan Ackerman, US-amerikanischer Psychiater, Psychoanalytiker und Hochschullehrer
- 1971: Hannah von Bredow, deutsche Gegnerin des Nationalsozialismus
- 1971: Hermann Sendelbach, deutscher Dichter aus Unterfranken
- 1972: Saul Alinsky, US-amerikanischer Bürgerrechtler
- 1972: Ludwig von Bertalanffy, österreichischer Biologe und Naturforscher

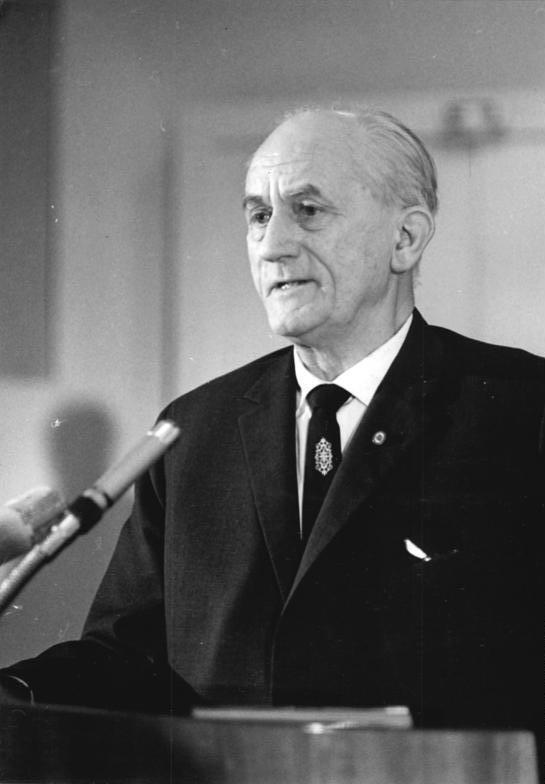
Alfred Kurella († 1975)

- 1975: Alfred Kurella, deutscher Schriftsteller, Kulturfunktionär der SED in der DDR
- 1975: Heinz Bosl, deutscher Tänzer
- 1976: Peter Etzenbach, deutscher Politiker, MdB
- 1977: Werner Willi Max Eiselen, südafrikanischer Apartheidspolitiker und Anthropologe
- 1978: Johnny Bond, US-amerikanischer Sänger und Schauspieler
- 1978: Hans Peters, deutscher Graphiker, Maler und Kunstpädagoge
- 1980: Gerónimo Arnedo Álvarez, argentinischer Politiker
- 1980: Stu Martin, US-amerikanischer Jazzschlagzeuger
- 1981: Anton Freiherr von Aretin, deutscher Politiker, MdL, MdB
- 1981: Harri Bading, deutscher Politiker, MdB
- 1982: Otto Brunner, österreichischer Historiker
- 1982: Karl von Frisch, deutscher Zoologe, Nobelpreisträger
- 1983: Clemens Holzmeister, österreichischer Architekt

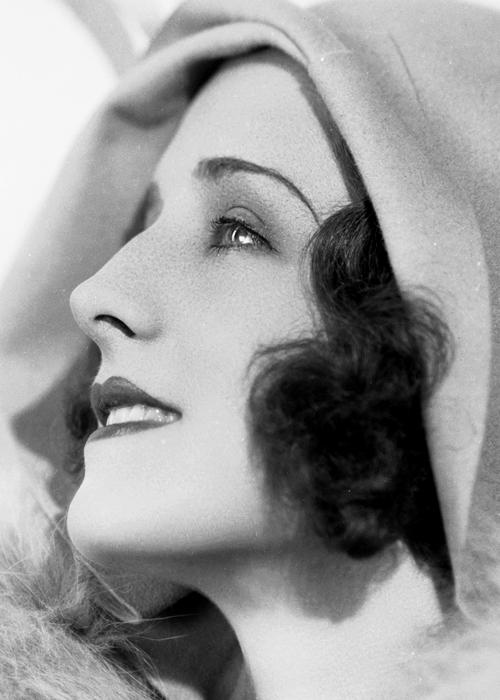
Norma Shearer († 1983)

- 1983: Norma Shearer, US-amerikanische Schauspielerin
- 1985: Dominique Laffin, französische Schauspielerin
- 1985: Helmuth Plessner, deutscher Philosoph und Soziologe
- 1986: Ernst Scholz, Minister für Bauwesen der DDR
- 1987: Paul Janes, deutscher Fußballspieler
- 1988: Jean-Daniel Chapuis, Schweizer evangelischer Geistlicher
- 1988: Marcel Poot, belgischer Komponist
- 1988: Emil Telmányi, ungarischer Geiger und Dirigent
- 1989: Robert Rollwage, deutscher Politiker, MdL
- 1990: Georg Meistermann, deutscher Maler
- 1991: Eleonore Astfalck, deutsche Heil- und Sozialpädagogin
- 1992: Renié, US-amerikanische Kostümbildnerin, Oscarpreisträgerin
- 1992: Edward Fleming, dänischer Filmregisseur und Schauspieler
- 1995: Julius Bürger österreichisch-amerikanischer Komponist, Pianist und Dirigent
- 1995: Maitland Farmer, kanadischer Organist, Cembalist und Musikpädagoge
- 1995: Arturo Benedetti Michelangeli, italienischer Pianist
- 1997: Bulat Schalwowitsch Okudschawa, russischer Chansonnier

### 21. Jahrhundert
- 2001: Carl-Axel Acking, schwedischer Architekt und Möbeldesigner
- 2001: Robert Hochner, österreichischer Journalist
- 2001ː Paula Wiesinger, italienische Bergsteigerin, Skirennläuferin, Weltmeisterin
- 2002: Bill Blass, US-amerikanischer Modedesigner
- 2002: Raimund Girke, deutscher Maler

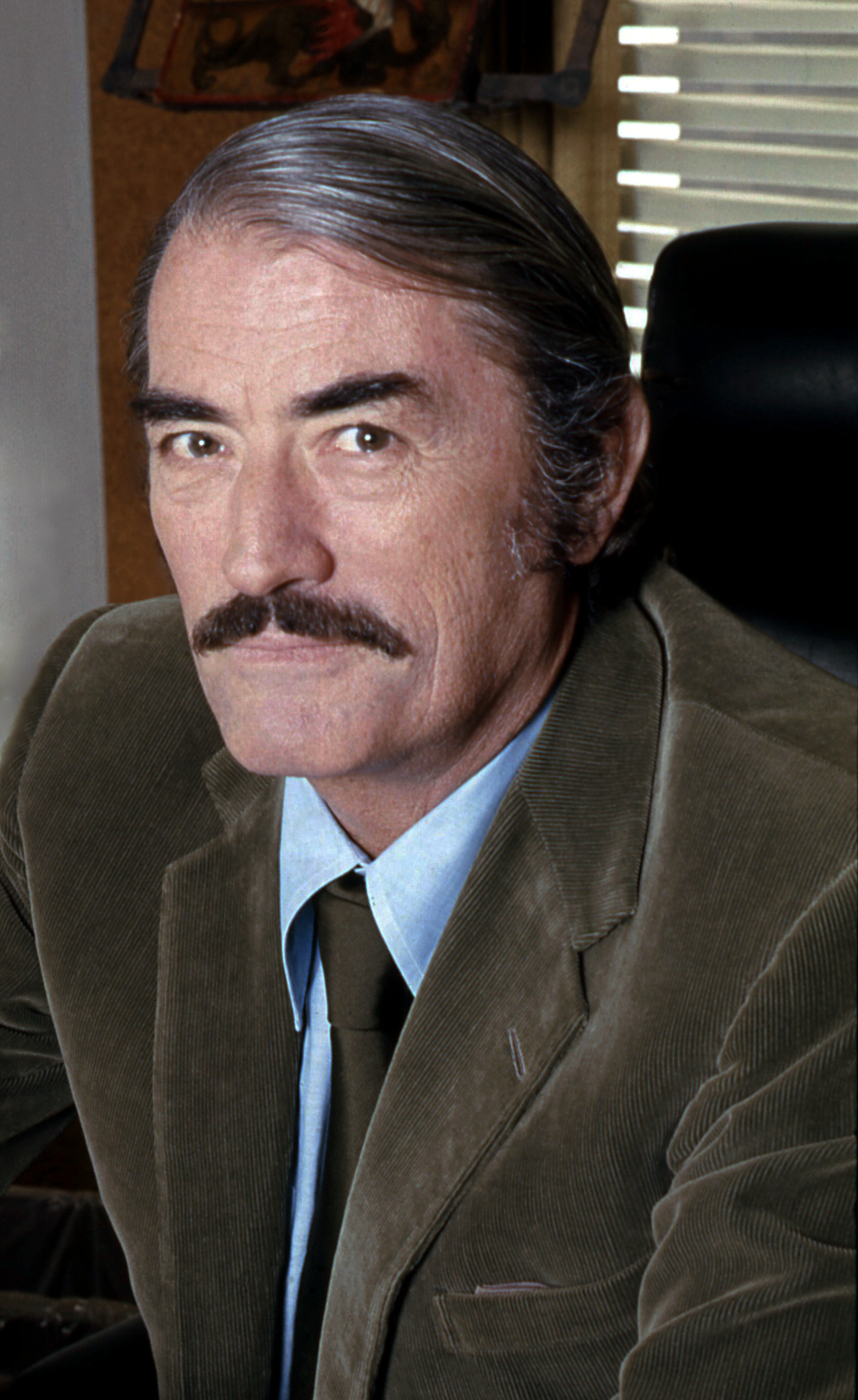
Gregory Peck († 2003)

- 2003: Gregory Peck, US-amerikanischer Filmschauspieler
- 2003: Itamar Assumpção, brasilianischer Sänger, Komponist, Arrangeur und Schauspieler
- 2003: Rico Steinemann, Schweizer Journalist, Porsche-Rennleiter und Automobilrennfahrer
- 2004: Bassam Salih Kubba, irakischer Politiker
- 2005: Eva-Maria Geisler, deutsch-österreichische Malerin
- 2006: György Ligeti, ungarisch-österreichischer Komponist
- 2006: Kenneth Thomson, 2. Baron Thomson of Fleet, kanadischer Geschäftsmann und Kunstsammler
- 2006: James Winter, US-amerikanischer Hornist und Professor
- 2007: Flavio Maspoli, Schweizer Politiker
- 2007: Guy de Rothschild, französischer Bankier und Industrieller
- 2008: Norbert Kerkel, deutscher Kommunalpolitiker
- 2010: Zdeněk Pulec, tschechischer Posaunist
- 2011: René Audet, kanadischer Geistlicher, Bischof von Joliette
- 2011: John Hospers, US-amerikanischer Philosophieprofessor
- 2011: Gerhard Krug, deutscher Fußballspieler
- 2011: Kathrin Rüegg, Schweizer Buchautorin und Fernsehmoderatorin
- 2011: Laura Ziskin, US-amerikanische Filmproduzentin
- 2012: Margarete Mitscherlich, deutsche Psychoanalytikerin und Autorin

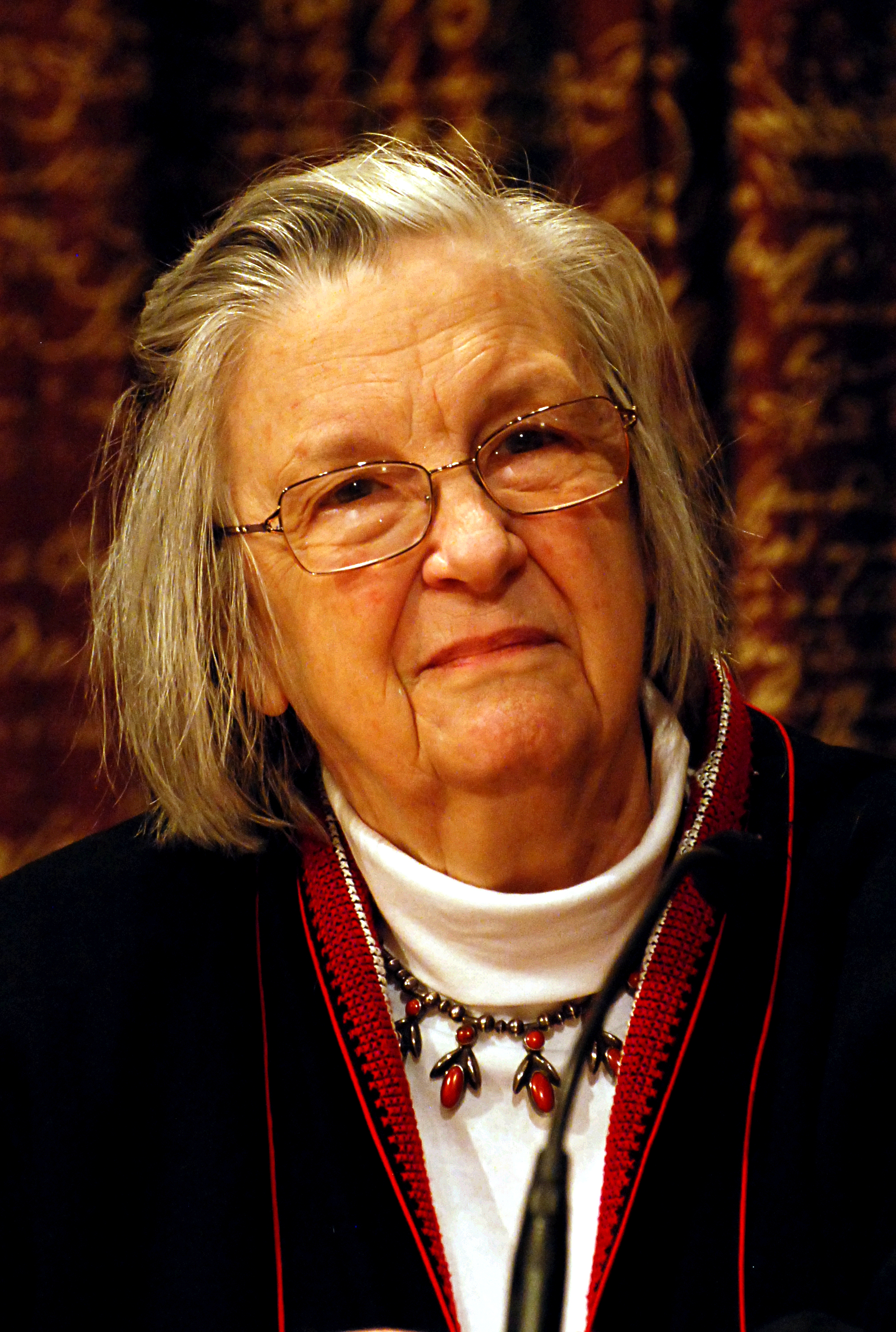
Elinor Ostrom († 2012)

- 2012: Elinor Ostrom, US-amerikanische Politikwissenschaftlerin, Nobelpreisträgerin
- 2013: Jiroemon Kimura, japanischer Altersrekordler
- 2014: Richard Arnowitt, US-amerikanischer theoretischer Physiker
- 2014: Frank Schirrmacher, deutscher Journalist
- 2014: Jimmy Scott, US-amerikanischer Jazz-Sänger
- 2015: Peter Boerner, deutsch-amerikanischer Literaturwissenschaftler und Goetheforscher
- 2016: Fabrizio Pirovano, italienischer Motorradrennfahrer
- 2016: George Voinovich, US-amerikanischer Politiker, Gouverneur von Ohio, Senator
- 2017: Rosalie, deutsche Künstlerin
- 2017: Charles P. Thacker, US-amerikanischer Informatiker
- 2018: Jon Hiseman, britischer Schlagzeuger

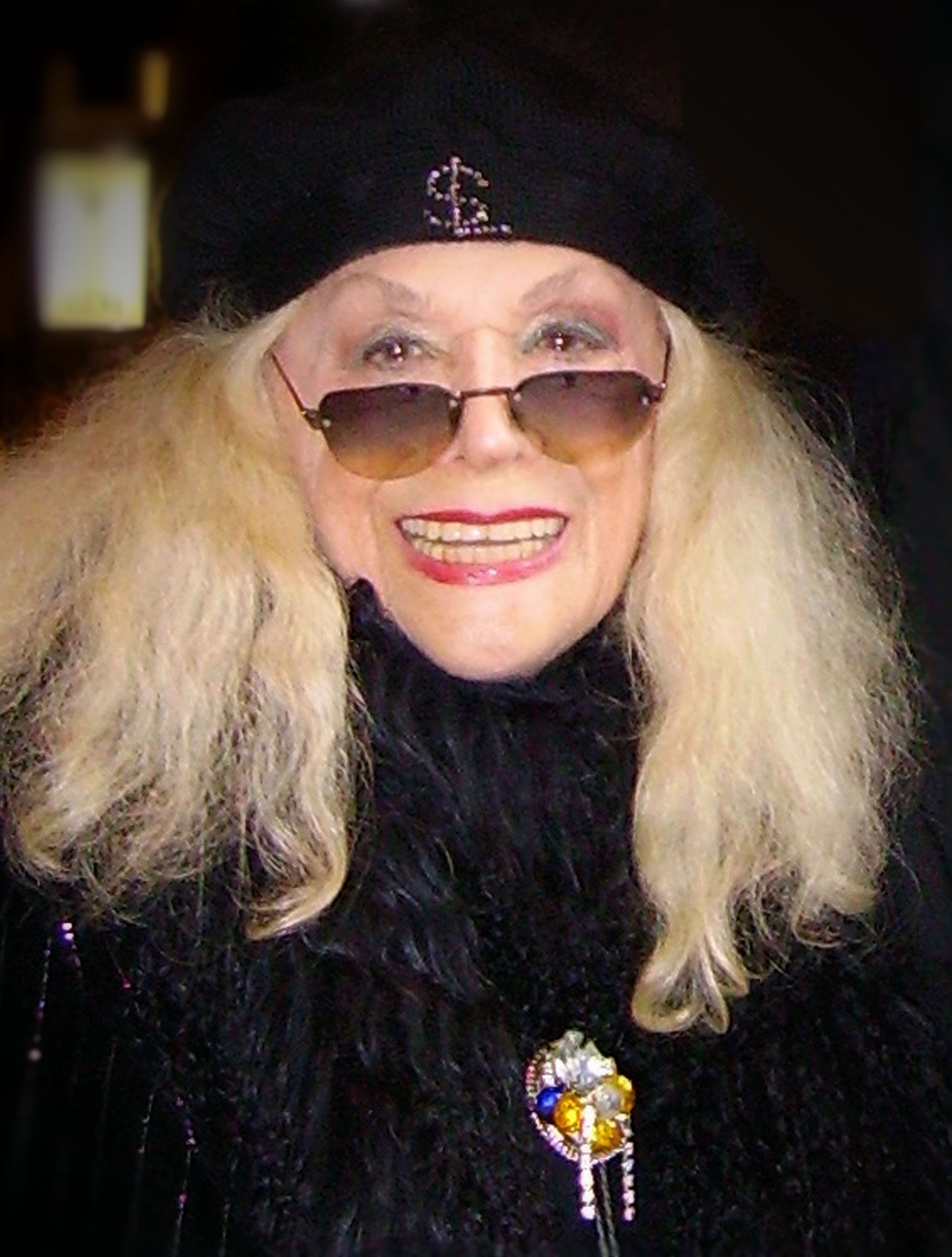
Sylvia Miles († 2019)

- 2019: Sylvia Miles, US-amerikanische Schauspielerin
- 2019: Elfriede Ott, österreichische Schauspielerin
- 2021: James Cohn, US-amerikanischer Komponist
- 2021: Slavko Špan, jugoslawischer Leichtathlet
- 2021: Gerhard Watzke, österreichischer Ruderer
- 2022: Philip Baker Hall, US-amerikanischer Schauspieler
- 2022: Helga Lopez, deutsche Politikerin, MdB
- 2023: Silvio Berlusconi, italienischer Unternehmer und Politiker, Ministerpräsident, Minister, MdEP

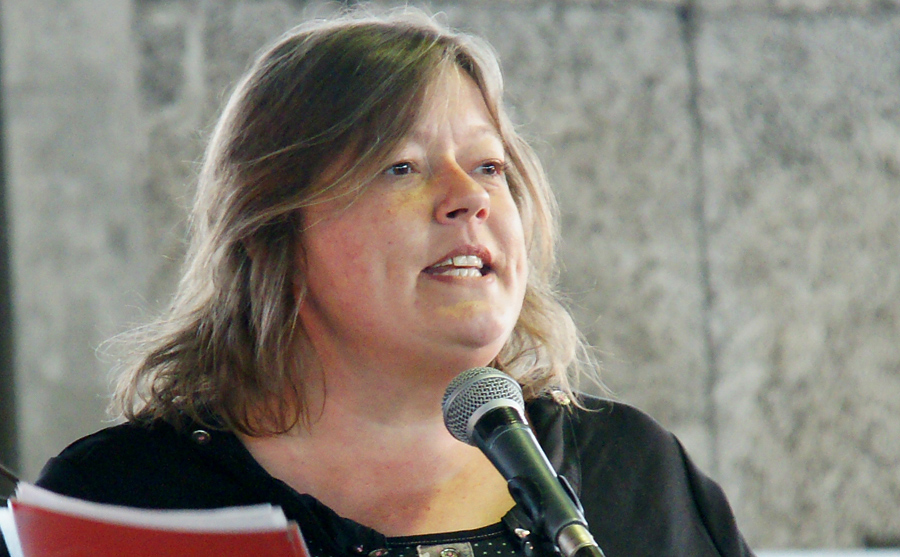
Mette Gjerskov († 2023)

- 2023: Mette Gjerskov, dänische Politikerin und Ministerin
- 2023: Carol Higgins Clark, US-amerikanische Autorin
- 2025: Herbert Bolliger, Schweizer Manager, Präsident der Generaldirektion der Migros
- 2025ː Else Breen, norwegische Autorin
- 2025: Cord Buch, deutscher Autor

## Feier- und Gedenktage
- Kirchlicher Gedenktag
  - Isaak le Febvre, französischer Glaubenszeuge (evangelisch)
  - Hl. Leo III., italienischer Papst (katholisch)
  - Erstes Konzil von Nicäa (evangelisch: LCMS)

- Namenstage
  - Eskil

- Staatliche Feier- und Gedenktage
  - Welttag gegen Kinderarbeit
  - Russland: Tag Russlands (seit 1991)
  - Philippinen: Unabhängigkeitstag (seit 1961)

- Brauchtum
  - Dia dos Namorados (Tag der Liebenden), brasilianisches Pendant zum Valentinstag

Weitere Einträge enthält die Liste von Gedenk- und Aktionstagen.